# Leichtathletik-Weltmeisterschaften 2007
| Medaillenspiegel               | Medaillenspiegel | Medaillenspiegel | Medaillenspiegel | Medaillenspiegel | Medaillenspiegel |
| Platz                          | Land             | G                | S                | B                | Gesamt           |
| ------------------------------ | ---------------- | ---------------- | ---------------- | ---------------- | ---------------- |
| 1                              | USA              | 14               | 5                | 7                | 26               |
| 2                              | Kenia            | 5                | 3                | 5                | 13               |
| 3                              | Russland         | 4                | 7                | 3                | 14               |
| 4                              | Äthiopien        | 3                | 1                | –                | 4                |
| 5                              | Deutschland      | 2                | 2                | 3                | 7                |
| 6                              | Tschechien       | 2                | 1                | –                | 3                |
| 7                              | Australien       | 2                | –                | –                | 2                |
| 8                              | Jamaika          | 1                | 6                | 3                | 10               |
| 9                              | Bahamas          | 1                | 2                | –                | 3                |
| 10                             | Kuba             | 1                | 2                | –                | 3                |
| Vollständiger Medaillenspiegel |                  |                  |                  |                  |                  |

Die 11. Leichtathletik-Weltmeisterschaften (offiziell: 11th IAAF World Championships in Athletics Osaka 2007) wurden vom 25. August bis zum 2. September 2007 in der japanischen Stadt Osaka ausgetragen. Die Wettkämpfe fanden im 50.000 Zuschauer fassenden Nagai-Stadion statt, in dem während der Fußball-Weltmeisterschaft 2002 zwei Vorrundenspiele und ein Viertelfinale ausgetragen worden waren. Es nahmen 1978 Athleten aus 200 Ländern teil.

## Bewerbung
Osaka hatte am 15. November 2002 vom Council des Internationalen Leichtathletik-Verbandes (IAAF) den Zuschlag erhalten, nachdem alle anderen Städte ihre Bewerbung zurückgezogen hatten.

## Eröffnungs- und Abschlusszeremonien
Die Eröffnungszeremonie fand am 25. August um 17:00 Uhr, die Abschlusszeremonie am 2. September um 21:30 Uhr statt. Am 1. September wurden zwei Einladungsrennen für Rollstuhlfahrer über 1500 Meter ausgetragen.

## Teilnehmende Nationen
In Klammern die Anzahl der Teilnehmer.
- Belgien (19)
- Deutschland (55)
- Kenia (37)
- Liechtenstein (2)
- Nauru (2)
- Niederländische Antillen (1)
- Österreich (3)
- Schweiz (12)

## Wettbewerbe
Das Wettbewerbsprogramm blieb diesmal im Vergleich zu den letzten Weltmeisterschaften unverändert.
Für die Frauen gab es im Vergleich zu den Männer-Wettbewerben abgesehen von der langen Gehstrecke über fünfzig Kilometer, die 2017 ins Frauen-WM-Programm kam, keine Defizite mehr.

## Sportliche Leistungen
Auch wenn es diesmal keine Weltrekorde gab, war die elfte Austragung der Leichtathletik-Weltmeisterschaften wie die Veranstaltungen zuvor von einem hohen Leistungsniveau geprägt.
- Es gab vier Kontinentalrekorde in drei Disziplinen:
  - 4-mal-100-Meter-Staffel Männer – 38,21 s (Asienrekord): Japan (Naoki Tsukahara, Shingo Suetsugu, Shinji Takahira, Nobuharu Asahara), Vorlauf
  - 4-mal-100-Meter-Staffel Männer – 38,03 s (Asienrekord): Japan (Naoki Tsukahara, Shingo Suetsugu, Shinji Takahira, Nobuharu Asahara), Finale
  - Weitsprung Männer  – 8,57 m (Südamerikarekord): Irving Saladino (Panama), Finale
  - Siebenkampf Frauen – 7032 P (Europarekord): Carolina Klüft (Schweden)
- In dreizehn Disziplinen gab es 21 neue Weltjahresbestleistungen:
  - 400-Meter-Lauf Männer – 43,45 s: Jeremy Wariner (USA), Finale
  - 400-Meter-Hürdenlauf Männer – 47,61 s: Kerron Clement (USA), Finale
  - 4-mal-100-Meter-Staffel Männer – 37,78 s: USA (Darvis Patton, Wallace Spearmon, Tyson Gay, Leroy Dixon), Finale
  - 4-mal-100-Meter-Staffel Männer – 38,27 s: Brasilien (Vicente de Lima, Rafael Ribeiro, Basílio de Moraes, Sandro Viana), Vorlauf
  - 4-mal-100-Meter-Staffel Männer – 38,02 s: Jamaika (Dwight Thomas, Steve Mullings, Nesta Carter, Asafa Powell), Vorlauf
  - 4-mal-400-Meter-Staffel Männer – 2:55,56 min: USA (LaShawn Merritt, Angelo Taylor, Darold Williamson, Jeremy Wariner), Finale
  - Hochsprung Männer  – 2,35 m: Donald Thomas (Bahamas), Finale
  - Hochsprung Männer  – 2,35 m: Jaroslaw Rybakow (Russland), Finale
  - Hochsprung Männer  – 2,35 m: Kyriakos Ioannou (Zypern), Finale
  - Hammerwurf Männer  – 83,63 m: Iwan Zichan (Belarus), Finale
  - 200-Meter-Lauf Frauen – 21,81 s: Allyson Felix (USA), Finale
  - 800-Meter-Lauf Frauen – 1:56,04 min: Janeth Jepkosgei Busienei (Kenia), Halbfinale
  - 800-Meter-Lauf Frauen – 1:56,17 min: Janeth Jepkosgei Busienei (Kenia), Finale
  - 4-mal-100-Meter-Staffel Frauen – 42,24 s: USA (Carmelita Jeter, Mechelle Lewis, Mikele Barber, Lauryn Williams), Vorlauf
  - 4-mal-100-Meter-Staffel Frauen – 41,98 s: USA (Lauryn Williams, Allyson Felix, Mikele Barber, Torri Edwards), Finale
  - 4-mal-400-Meter-Staffel Frauen – 3:23,49 min: Russland (Jelena Migunowa, Natalja Nasarowa, Ljudmila Litwinowa, Tatjana Lewina), Vorlauf
  - 4-mal-400-Meter-Staffel Frauen – 3:23,37 min: USA (DeeDee Trotter, Monique Hennagan, Mary Wineberg, Natasha Hastings), Vorlauf
  - 4-mal-400-Meter-Staffel Frauen – 3:18,55 min: USA (DeeDee Trotter, Allyson Felix, Mary Wineberg, Sanya Richards), Finale
  - Dreisprung Frauen  – 15,28 m: Yargelis Savigne (Kuba), Finale
  - Kugelstoßen Frauen  – 20,54 m: Valerie Vili (Neuseeland), Finale
  - Siebenkampf Frauen – 7032 P: Carolina Klüft (Schweden)
- In zwei Disziplinen wurden zwei Weltmeisterschaftsrekorde aufgestellt.
- Außerdem waren in 25 Disziplinen 56 Landesrekorde zu verzeichnen.

## Erfolgreichste Sportler
- Es gab vier Athleten, die sich über Mehrfacherfolge freuen durften.
  - Zwei Wettbewerber mit drei Goldmedaillen:
    - Tyson Gay, USA – 100 Meter, 200 Meter und 4-mal-100-Meter-Staffel
    - Allyson Felix, USA – 400 Meter, 4-mal-100-Meter-Staffel und 4-mal-400-Meter-Staffel

  - Zwei Wettbewerber mit zwei Goldmedaillen:
    - Bernard Lagat, USA – 1500 und 5000 Meter
    - Jeremy Wariner, USA – 400 Meter und 4-mal-400-Meter-Staffel
- Folgende Weltmeister waren bereits bei vorangegangenen Weltmeisterschaften siegreich:
  - Tirunesh Dibaba, (Äthiopien) – 10.000 Meter: zweiter Sieg in Folge, außerdem über 5000 Meter Weltmeisterin von 2003 und 2005, damit jetzt vierfache Weltmeisterin
  - Jeremy Wariner, USA – 400 Meter: zweiter Sieg in Folge / 4-mal-400-Meter-Staffel: zweiter Sieg in Folge, damit jetzt vierfacher Weltmeister
  - Allyson Felix, USA – 200 Meter: zweiter Sieg in Folge, außerdem hier in Osaka siegreich mit den Staffeln über 4 × 100 und 4 × 400 m, damit jetzt vierfache Weltmeisterin
  - Kenenisa Bekele, Äthiopien – 10.000 Meter: dritter Sieg in Folge
  - Jefferson Pérez, Ecuador – 20-km-Gehen: dritter Sieg in Folge
  - Carolina Klüft, Schweden – Siebenkampf: dritter Sieg in Folge
  - Franka Dietzsch, Deutschland – Diskuswurf: dritter Sieg nach 1999 und 2005
  - Tatjana Lebedewa, Russland – Dreisprung: dritter Sieg nach 2001 und 2003
  - Lauryn Williams, USA  – 4-mal-100-Meter-Staffel: zweiter Sieg in Folge, außerdem 2005 Weltmeisterin über 100 Meter, damit jetzt dreifache Weltmeisterin
  - Michelle Perry, USA – 100 Meter Hürden: zweiter Sieg in Folge
  - Jelena Issinbajewa, Russland – Stabhochsprung: zweiter Sieg in Folge
  - Catherine Ndereba, Kenia – Marathon: zweiter Sieg nach 2003
  - Jana Pittman, Australien – 400 Meter Hürden: zweiter Sieg nach 2003
  - Iwan Zichan, Belarus – Hammerwurf: zweiter Sieg nach 2003
  - LaShawn Merritt, USA – 4-mal-400-Meter-Staffel: zweiter Sieg in Folge
  - Darold Williamson, USA – 4-mal-400-Meter-Staffel: zweiter Sieg in Folge
  - Sanya Richards, USA – 4-mal-400-Meter-Staffel: zweiter Sieg nach 2003
  - DeeDee Trotter, USA – 4-mal-400-Meter-Staffel: zweiter Sieg nach 2003

## Doping
Wie schon die Leichtathletik-Weltmeisterschaften 2001 in Edmonton, 2003 in Paris und 2005 in Helsinki litten auch diese Weltmeisterschaften bedingt durch nachträgliche Untersuchungen und Erkenntnisse deutlich unter der Dopingproblematik. Gleich nach den Weltmeisterschaften gab es noch Presseberichte mit Meldungen, dies seien unter Umständen die ersten Weltmeisterschaften seit zwanzig Jahren ohne Dopingbefunde. Aber auch dort ist die Skepsis zu spüren, die sich durch nachträgliche Resultate bestätigen sollte.
Offiziell betroffen waren diesmal elf Sportler, denen aufgrund von Verstößen gegen die Antidopingbestimmungen ihre Platzierungen/Medaillen aberkannt werden mussten.
- Naman Keïta, Frankreich – 400-Meter-Hürdenlauf (im Halbfinale ausgeschieden). Er wurde positiv auf die verbotene Substanz Testosteron getestet und für zwei Jahre gesperrt.[3]
- Andrej Michnewitsch, Belarus – Kugelstoßen (zunächst Dritter). Als Mehrfachtäter wurde der Belarusse vom 26. Dezember 2012 an lebenslang gesperrt. Zahlreiche seiner Medaillen musste er zurückgeben, viele seiner Resultate wurden ihm aberkannt, darunter das Ergebnis von diesen Weltmeisterschaften.[4]
- Swetlana Tscherkassowa, Russland – 800-Meter-Lauf (im Vorlauf ausgeschieden). Die Athletin wurde kurz vor den Olympischen Spielen 2008 nach der Auswertung von Nachtests mit positiven Resultaten zusammen mit sechs weiteren russischen Sportlern für zwei Jahre gesperrt. Ihr Resultat bei diesen Weltmeisterschaften wurde annulliert.[5]
- Jelena Sobolewa, Russland – 1500-Meter-Lauf (zunächst Zweite). Die Läuferin wurde kurz vor den Olympischen Spielen 2008 nach der Auswertung von Nachtests mit positiven Resultaten zusammen mit sechs weiteren russischen Sportlern für zwei Jahre gesperrt. Ihr Resultat bei diesen Weltmeisterschaften wurde annulliert.[5]
- Julija Fomenko, Russland – 1500-Meter-Lauf (zunächst Siebte). Die Athletin wurde kurz vor den Olympischen Spielen 2008 nach der Auswertung von Nachtests mit positiven Resultaten der Auswertung von Nachtests mit positiven Resultaten zusammen mit sechs weiteren russischen Sportlern für zwei Jahre gesperrt. Ihr Resultat bei diesen Weltmeisterschaften wurde annulliert.[5]
- Elvan Abeylegesse, Türkei – 5000-Meter-Lauf (zunächst Fünfte) und 10.000-Meter-Lauf (zunächst Zweite). Nachtests von Proben der Athletin von den Weltmeisterschaften 2005 und 2007 waren positiv. Die betreffenden Resultate wurden annulliert. Außerdem erhielt die Läuferin eine Sperre von zwei Jahren.[6]
- Chrysopigi Devetzi, Griechenland – Dreisprung (zunächst Dritte). Aufgrund von Verstößen gegen die Antidopingbestimmungen wurden der Griechin ihre Resultate vom 31. August, 2007 und 30. August, 2009 aberkannt. Darüber hinaus hatte sie eine zweijährige Sperre hinzunehmen.[7]
- Anna Pjatych, Russland – Dreisprung (zunächst Vierte). Sie erhielt aufgrund von Dopingmissbrauch im Jahr 2017 eine vierjährige Sperre, rückwirkend gültig ab dem 15. Dezember 2016. Ihre zwischen dem 6. Juli 2013 und 15. Dezember 2016 sowie bei diesen Weltmeisterschaften erzielten Resultate wurden annulliert.[8]
- Nadseja Astaptschuk, Belarus – Kugelstoßen (zunächst Zweite). Die Athletin wurde im Laufe der Jahre mehrfacher Dopingvergehen überführt. Zuletzt wurden alle ihre Resultate von 2005 bis 2012 annulliert. Eine ganze Reihe von Medaillen musste sie zurückgeben, darunter eine olympische Goldmedaille (2012), eine WM-Goldmedaille (2005) sowie viele weitere WM- und EM-Medaillen.[9]
- Darja Pischtschalnikowa, Belarus – Diskuswurf (zunächst Zweite). Die Athletin hatte nach Bekanntwerden positiver Befunde in ihren Dopingproben ein umfassendes Geständnis abgelegt und sich mit vertraulichen Aussagen zum Staatsdoping in Russland an die WADA gewendet. Die WADA leitete diese eigentlich vertraulichen Angaben daraufhin weiter an die russische Anti-Doping-Agentur RUSADA und lieferte die Sportlerin damit in Russland einer Verfolgung als Verräterin aus. Darja Pischtschalnikowa wurde mit einer Sperre von zehn Jahren belegt, ihre Resultate unter anderem von diesen Weltmeisterschaften wurden gestrichen.[10]
- Gulfija Chanafejewa, Russland – Hammerwurf (zunächst Zehnte). Die Sportlerin wurde kurz vor den Olympischen Spielen 2008 nach der Auswertung von Nachtests mit positiven Resultaten zusammen mit sechs weiteren russischen Athleten für zwei Jahre gesperrt. Ihr Resultat bei diesen Weltmeisterschaften wurde annulliert.[5]

Die elf bei diesen Weltmeisterschaften offiziell ermittelten Dopingfälle verteilen sich auf die Nationen wie folgt:

Russland: 5 / Belarus: 3 / Türkei: 1 / Griechenland: 1 / Frankreich: 1.

## Resultate Männer

### 100 m
| Platz | Athlet           | Land | Zeit (s) |
| ----- | ---------------- | ---- | -------- |
| 1     | Tyson Gay        | USA  | 09,85    |
| 2     | Derrick Atkins   | BAH  | 09,91 NR |
| 3     | Asafa Powell     | JAM  | 09,96    |
| 4     | Olusoji Fasuba   | NGR  | 10,07    |
| 5     | Churandy Martina | AHO  | 10,08    |
| 6     | Marlon Devonish  | GBR  | 10,14    |
| 7     | Matic Osovnikar  | SLO  | 10,23    |
| 8     | Marc Burns       | TRI  | 10,29    |

Finale: 26. August 2007, 22:20 Uhr
Wind: −0,5 m/s

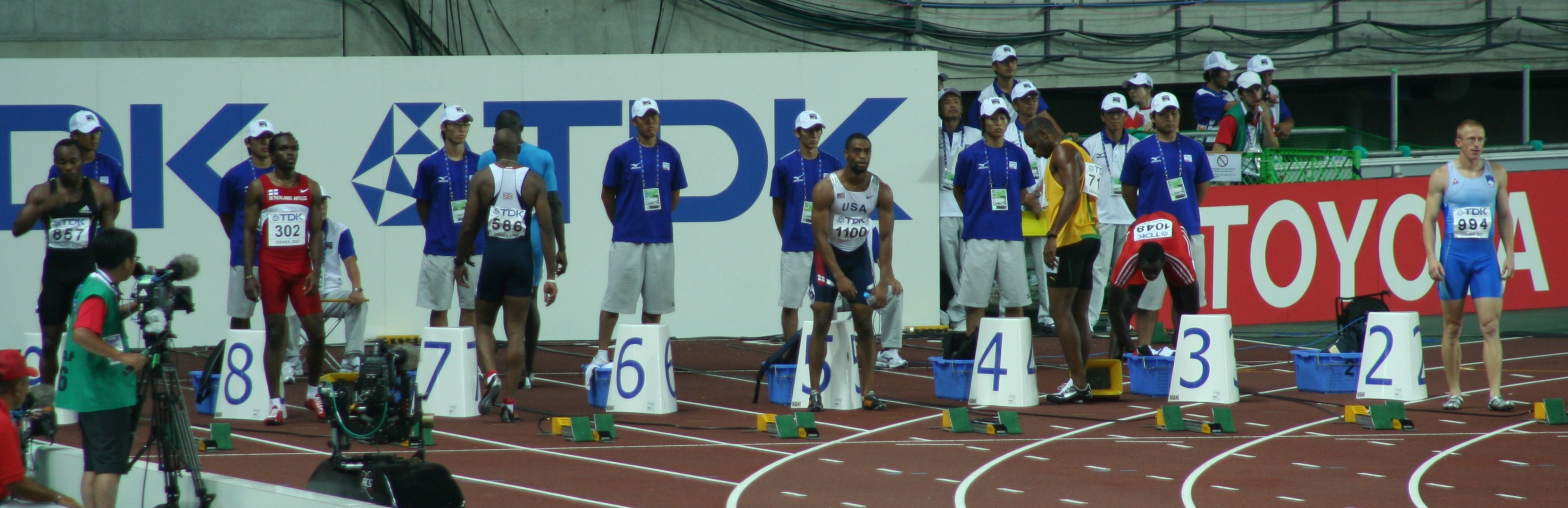
Die Finalteilnehmer kurz vor dem Start

Das 100-Meter-Finale endete überraschend: Trotz der guten Saisonergebnisse von Tyson Gay war Asafa Powell favorisiert. Noch im Halbfinale hatte er ganz bewusst sichtbar Zeit verschenkt und dabei einen sehr guten Eindruck gemacht. Aber auch Gay hatte bei weitgehend gleichmäßig erzielten zehn Sekunden noch Reserven aufgezeigt. Nicht wenige Fachleute erwarteten daher für das Finale einen neuen Weltrekord, was allerdings bei Gegenwind sehr schwierig war. Während Gay im Endlauf nur mäßig startete und erst am Ende richtig aufkam, war Powell vom Start weg leicht in Führung und konnte diese bis sechzig Metern sogar noch ausbauen. Unerwartet verlor er jedoch im letzten Drittel des Rennens gegenüber dem Rest des Feldes zwei bis drei Meter und lief deutlich enttäuscht aufrecht über die Linie.

### 200 m
| Platz | Athlet               | Land | Zeit (s) |
| ----- | -------------------- | ---- | -------- |
| 1     | Tyson Gay            | USA  | 19,76 CR |
| 2     | Usain Bolt           | JAM  | 19,91    |
| 3     | Wallace Spearmon     | USA  | 20,05    |
| 4     | Rodney Martin        | USA  | 20,06    |
| 5     | Churandy Martina     | AHO  | 20,28    |
| 6     | Marvin Anderson      | JAM  | 20,28    |
| 7     | Christopher Williams | JAM  | 20,57    |
| 8     | Anastasios Gousis    | GRE  | 20,75    |

Finale: 30. August 2007, 22:20 Uhr
Wind: −0,8 m/s

### 400 m

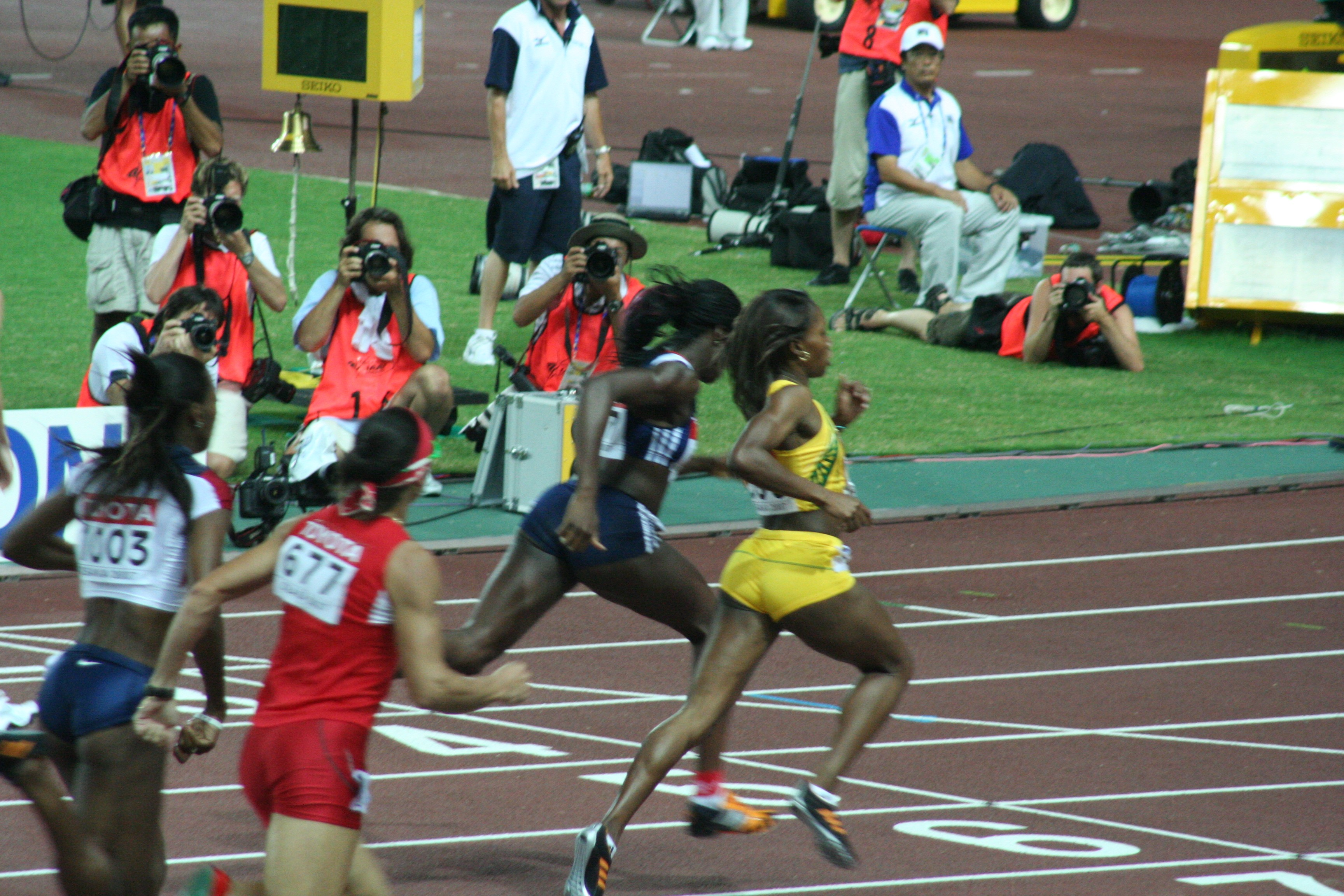
Finaleinlauf über 400 Meter mit äußerst engen Abständen unter den Medaillengewinnerinnen

| Platz | Athlet            | Land | Zeit (s) |
| ----- | ----------------- | ---- | -------- |
| 1     | Jeremy Wariner    | USA  | 43,45 WL |
| 2     | LaShawn Merritt   | USA  | 43,96    |
| 3     | Angelo Taylor     | USA  | 44,32    |
| 4     | Chris Brown       | BAH  | 44,45 NR |
| 5     | Leslie Djhone     | FRA  | 44,59    |
| 6     | Tyler Christopher | CAN  | 44,71    |
| 7     | Johan Wissman     | SWE  | 44,72    |
| 8     | Avard Moncur      | BAH  | 45,40    |

Finale: 31. August 2007, 22:05 Uhr

### 800 m
| Platz | Athlet             | Land | Zeit (min) |
| ----- | ------------------ | ---- | ---------- |
| 1     | Alfred Kirwa Yego  | KEN  | 1:47,09    |
| 2     | Gary Reed          | CAN  | 1:47,10    |
| 3     | Juri Borsakowski   | RUS  | 1:47,39    |
| 4     | Abraham Chepkirwok | UGA  | 1:47,41    |
| 5     | Wilfred Bungei     | KEN  | 1:47,42    |
| 6     | Amine Laalou       | MAR  | 1:47,45    |
| 7     | Mbulaeni Mulaudzi  | RSA  | 1:47,52    |
| 8     | Mohammed al-Salhi  | KSA  | 1:47,58    |

Finale: 2. September 2007, 19:55 Uhr

### 1500 m

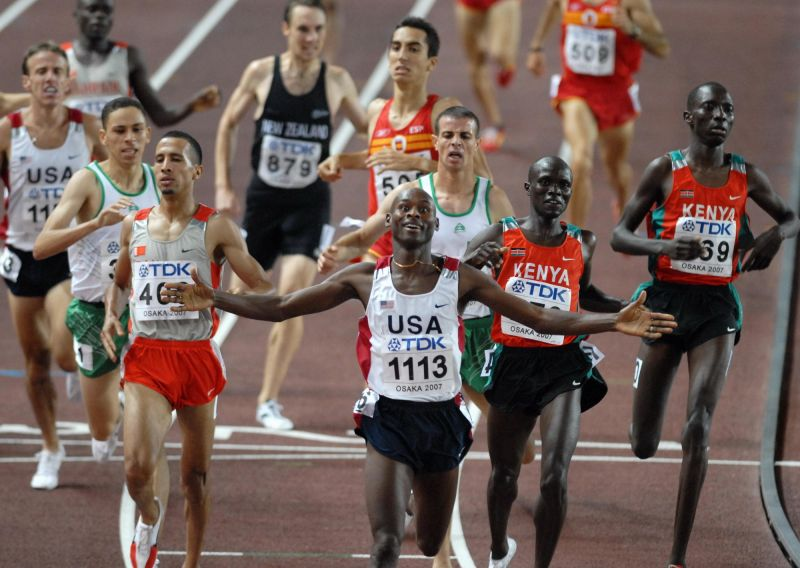
1500-m-Zieleinlauf:
Sieg für Bernard Lagat (Bildmitte)

| Platz | Athlet               | Land | Zeit (min) |
| ----- | -------------------- | ---- | ---------- |
| 1     | Bernard Lagat        | USA  | 3:34,77    |
| 2     | Rashid Ramzi         | BRN  | 3:35,00    |
| 3     | Shedrack Kibet Korir | KEN  | 3:35,04    |
| 4     | Asbel Kiprop         | KEN  | 3:35,24    |
| 5     | Tarek Boukensa       | ALG  | 3:35,26    |
| 6     | Antar Zerguelaïne    | ALG  | 3:35,29    |
| 7     | Arturo Casado        | ESP  | 3:35,62    |
| 8     | Alan Webb            | USA  | 3:35,69    |

Finale: 29. August 2007, 22:05 Uhr

### 5000 m
| Platz | Athlet               | Land | Zeit (min) |
| ----- | -------------------- | ---- | ---------- |
| 1     | Bernard Lagat        | USA  | 13:45,87   |
| 2     | Eliud Kipchoge       | KEN  | 13:46,00   |
| 3     | Moses Ndiema Kipsiro | UGA  | 13:46,75   |
| 4     | Matthew Tegenkamp    | USA  | 13:46,87   |
| 5     | Tariku Bekele        | ETH  | 13:47,33   |
| 6     | Mo Farah             | GBR  | 13:47,54   |
| 7     | Jesús España         | ESP  | 13:50,55   |
| 8     | Abreham Cherkos      | ETH  | 13,51,01   |

Finale: 2. September 2007, 19:30 Uhr

### 10.000 m

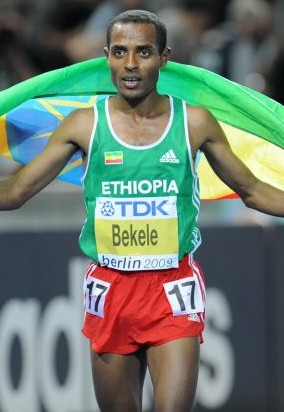
Der aktuelle Olympiasieger und Weltrekordinhaber Kenenisa Bekele wurde zum dritten Mal in Folge Weltmeister

| Platz | Athlet                    | Land | Zeit (min) |
| ----- | ------------------------- | ---- | ---------- |
| 1     | Kenenisa Bekele           | ETH  | 27:05,90   |
| 2     | Sileshi Sihine            | ETH  | 27:09,03   |
| 3     | Martin Irungu Mathathi    | KEN  | 27:12,17   |
| 4     | Zersenay Tadese           | ERI  | 27:21,37   |
| 5     | Josphat Muchiri Ndambiri  | KEN  | 27:31,41   |
| 6     | Gebregziabher Gebremariam | ETH  | 27:44,58   |
| 7     | Abdi Abdirahman           | USA  | 27:56,62   |
| 8     | Josphat Kiprono Menjo     | KEN  | 28:25,67   |

Finale: 27. August 2007, 21:40 Uhr

### Marathon
| Platz | Athlet               | Land | Zeit (h) |
| ----- | -------------------- | ---- | -------- |
| 1     | Luke Kibet Bowen     | KEN  | 2:15:59  |
| 2     | Mubarak Hassan Shami | QAT  | 2:17:18  |
| 3     | Viktor Röthlin       | SUI  | 2:17:25  |
| 4     | Yared Asmerom        | ERI  | 2:17:41  |
| 5     | Tsuyoshi Ogata       | JPN  | 2:17:42  |
| 6     | Satoshi Ōsaki        | JPN  | 2:18:06  |
| 7     | Toshinari Suwa       | JPN  | 2:18:35  |
| 8     | William Kiplagat     | KEN  | 2:19:21  |

Datum: 25. August 2007, 7:00 Uhr
Der Lauf in Osaka, der bei Temperaturen jenseits der 30 °C und einer Luftfeuchtigkeit von ca. 80 % ausgetragen wurde, war der bisher langsamste Weltmeisterschaftsmarathon überhaupt. Von 85 gestarteten Athleten erreichten lediglich 57 das Ziel. Luke Kibet setzte sich bei seiner ersten internationalen Meisterschaft bei Kilometer 31 ab und lief bis ins Ziel über eine Minute Vorsprung heraus. Der Schweizer Viktor Röthlin hatte sich das Rennen gut eingeteilt und arbeitete sich auf den letzten zwei Kilometern von Platz sechs auf den Bronzerang vor. Der Deutsche Ulrich Steidl belegte in 2:30:03 h den 37. Platz und erlitt kurz nach seiner Zielankunft einen Kreislaufkollaps. Marcel Tschopp aus Liechtenstein landete in 2:33:42 h auf Platz 47. Martin Beckmann, ein weiterer Deutscher, musste nach dreißig Kilometern aufgeben.

#### Marathon-Cup
| Platz | Land      | Athleten                                             | Zeit (h) |
| ----- | --------- | ---------------------------------------------------- | -------- |
| 1     | Japan     | Tsuyoshi Ogata Satoshi Ōsaki Toshinari Suwa          | 6:54:23  |
| 2     | Südkorea  | Park Ju-young Kim Young-chun Lee Myong-seung         | 7:12:08  |
| 3     | Kenia     | Luke Kibet Bowen William Kiplagat Laban Kagika       | 7:12:33  |
| 4     | USA       | Mbarak Kipkorir Hussein Mike Morgan Kyle O’Brien     | 7:15:00  |
| 5     | Äthiopien | Gashaw Asfaw Dejene Berhanu Ambesse Tolosa           | 7:19:08  |
| 6     | Tansania  | Samson Ramadhani y Getuli Bayo Michael Tluway Mislay | 7:23:20  |
| 7     | Israel    | Seteng Ayele Wodage Zvadya Asaf Bimro                | 7:23:22  |
| 8     | Portugal  | Alberto Chaíça Luís Feiteira Paulo Gomes             | 7:24:58  |

Datum: 25. August 2007, 7:00 Uhr
Im Marathonlauf gab es zusätzlich auch eine Teamwertung. Es waren fünf Läufer je Nation zugelassen, für die Wertung wurden die Zeiten der jeweils besten drei addiert. Der Wettbewerb zählte allerdings nicht zum offiziellen Medaillenspiegel.

### 110 m Hürden

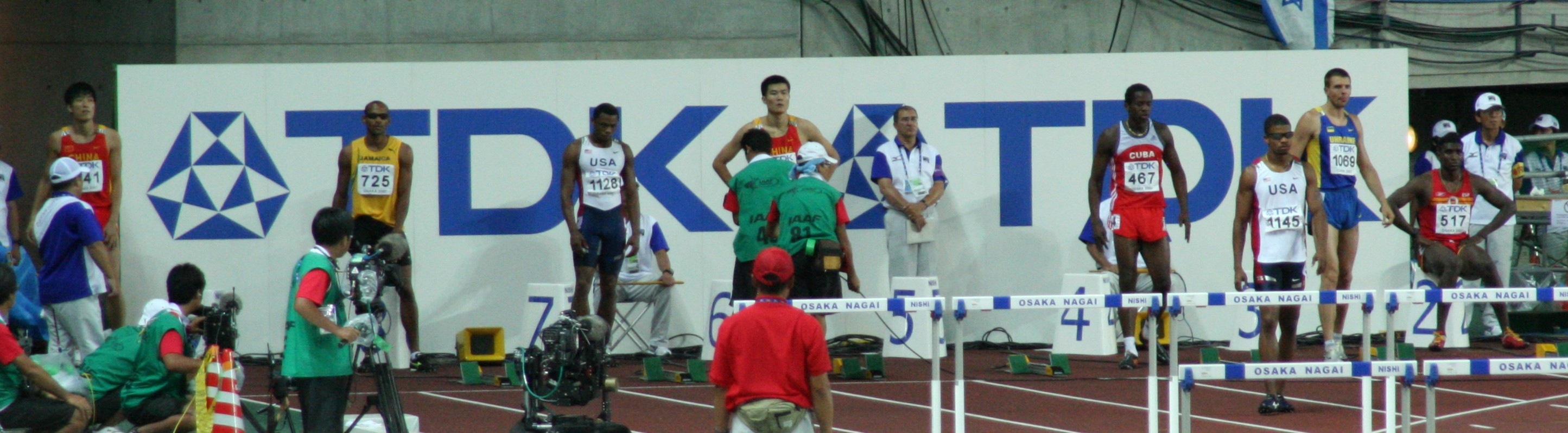
Letzte Startvorbereitungen zum 110-Meter-Hürden-Finale

| Platz | Athlet            | Land | Zeit (s)  |
| ----- | ----------------- | ---- | --------- |
| 1     | Liu Xiang         | CHN  | 12,95     |
| 2     | Terrence Trammell | USA  | 12,99     |
| 3     | David Payne       | USA  | 13,02     |
| 4     | Dayron Robles     | CUB  | 13,15     |
| 5     | Shi Dongpeng      | CHN  | 13,19     |
| 6     | Serhij Demydjuk   | UKR  | 13,22 NR  |
| 7     | Jackson Quiñónez  | ESP  | 13,33 NRe |
| 8     | Maurice Wignall   | JAM  | 13,39     |

Finale: 31. August 2007, 22:20 Uhr
Wind: +1,7 m/s

### 400 m Hürden
| Platz | Athlet             | Land | Zeit (s) |
| ----- | ------------------ | ---- | -------- |
| 1     | Kerron Clement     | USA  | 47,61 WL |
| 2     | Félix Sánchez      | DOM  | 48,01    |
| 3     | Marek Plawgo       | POL  | 48,12 NR |
| 4     | James Carter       | USA  | 48,40    |
| 5     | Danny McFarlane    | JAM  | 48,59    |
| 6     | Periklis Iakovakis | GRE  | 49,25    |
| 7     | Derrick Williams   | USA  | 52,97    |
| DNF   | Adam Kunkel        | CAN  |          |

Finale: 28. August 2007, 22:20 Uhr
Bereits im Halbfinale war der Titelverteidiger und eigentliche Favorit Bershawn Jackson an der letzten Hürde gestrauchelt und ausgeschieden. Im Finale gab es nun keinen klaren Favoriten mehr, es gewann letztlich Kerron Clement, der zwischen den Hürden der schnellste aller Endlaufteilnehmer war und eine neue Weltjahresbestleistung aufstellte. Der von 2001 bis 2004 ungeschlagene Félix Sánchez zeigte ein großes Comeback und gewann Silber vor Marek Plawgo, der im Finale Landesrekord lief.
Hier gab es einen Dopingfall:

Der im Halbfinale ausgeschiedene Franzose Naman Keïta wurde positiv auf die verbotene Substanz Testosteron getestet und für zwei Jahre gesperrt.

### 3000 m Hindernis

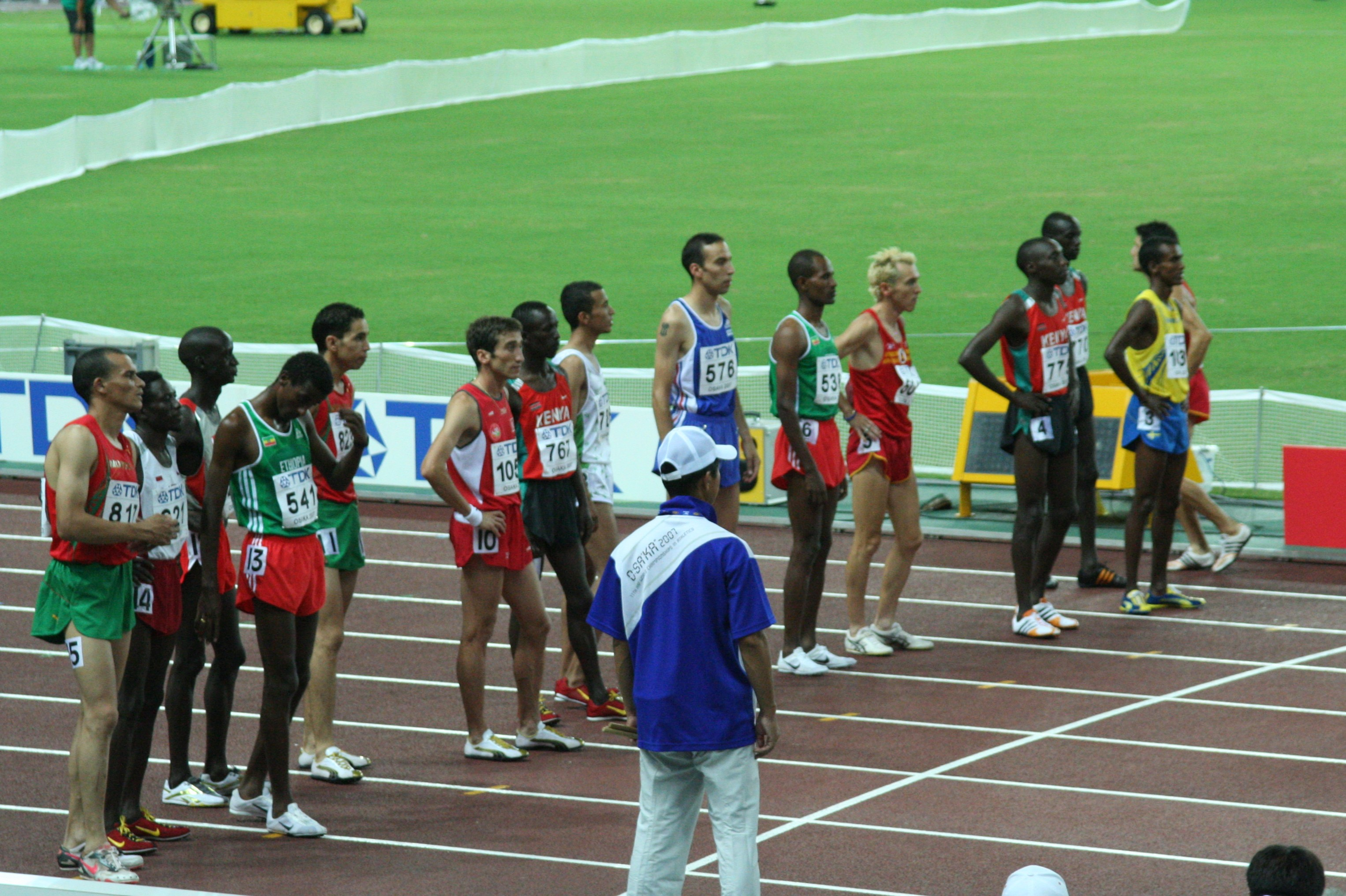
Die Läufer am Start zum Finale
über 3000 m Hindernis

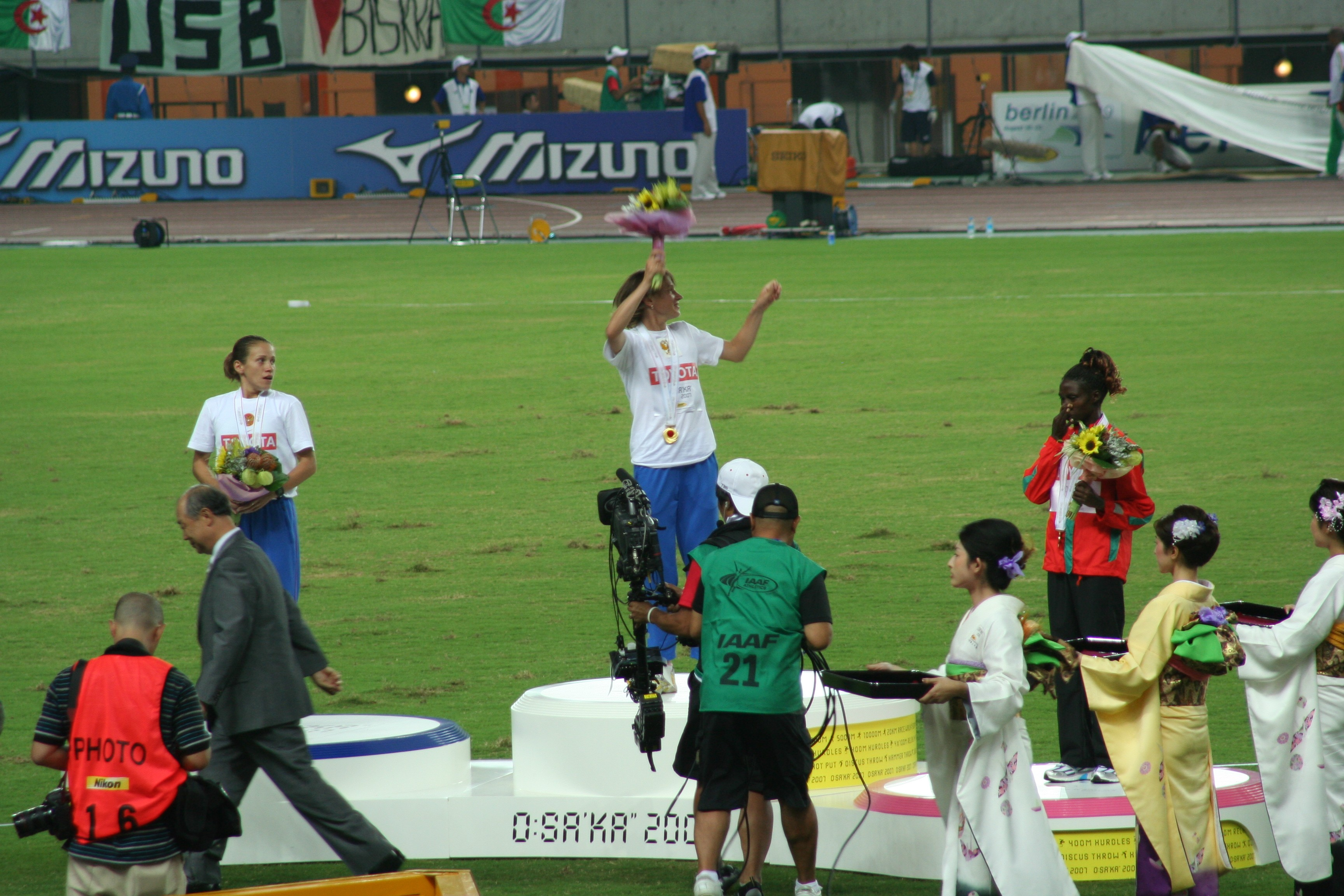
Siegerehrung über 3000 m Hindernis

| Platz | Athlet                      | Land | Zeit (min) |
| ----- | --------------------------- | ---- | ---------- |
| 1     | Brimin Kiprop Kipruto       | KEN  | 8:13,82    |
| 2     | Ezekiel Kemboi              | KEN  | 8:16,94    |
| 3     | Richard Kipkemboi Mateelong | KEN  | 8:17,59    |
| 4     | Mustafa Mohamed             | SWE  | 8:19,82    |
| 5     | Bouabdellah Tahri           | FRA  | 8:20,27    |
| 6     | Halil Akkaş                 | TUR  | 8:22,51    |
| 7     | Eliseo Martín               | ESP  | 8:22,91    |
| 8     | Tareq Mubarak Taher         | BRN  | 8:22,95    |

Finale: 28. August 2007, 20:55 Uhr

### 4 × 100 m Staffel
| Platz | Land           | Athleten | Zeit (s) |
| ----- | -------------- | --- | -------- |
| 1     | USA            | Darvis Patton Wallace Spearmon Tyson Gay (Finale) Leroy Dixon im Vorlauf außerdem: Rodney Martin                         | 37,78 WL |
| 2     | Jamaika        | Marvin Anderson (Finale) Usain Bolt (Finale) Nesta Carter Asafa Powell im Vorlauf außerdem: Dwight Thomas Steve Mullings | 37,89 NR |
| 3     | Großbritannien | Christian Malcolm Craig Pickering Marlon Devonish Mark Lewis-Francis                                                     | 37,90    |
| 4     | Brasilien      | Vicente de Lima Rafael Ribeiro Basílio de Moraes Sandro Viana                                                            | 37,99    |
| 5     | Japan          | Naoki Tsukahara Shingo Suetsugu Shinji Takahira Nobuharu Asahara                                                         | 38,03 AS |
| 6     | Deutschland    | Ronny Ostwald Tobias Unger Alexander Kosenkow Julian Reus                                                                | 38,62    |
| DNF   | Polen          | Michał Bielczyk Łukasz Chyła Marcin Jędrusiński Dariusz Kuć                                                              |          |
| DNF   | Nigeria        | Obinna Metu Isaac Uchenna Chinedu Oriala Olusoji Fasuba                                                                  |          |

Finale: 1. September 2007, 22:20 Uhr

### 4 × 400 m Staffel
| Platz | Land                    | Athleten | Zeit (min) |
| ----- | ----------------------- | --- | ---------- |
| 1     | USA                     | LaShawn Merritt (Finale) Angelo Taylor Darold Williamson Jeremy Wariner (Finale) im Vorlauf außerdem: Bershawn Jackson Kerron Clement    | 2:55,56 WL |
| 2     | Bahamas                 | Avard Moncur (Finale) Michael Mathieu Andrae Williams Chris Brown im Vorlauf außerdem: Nathaniel McKinney                                | 2:59,18    |
| 3     | Polen                   | Marek Plawgo (Finale) Daniel Dąbrowski Marcin Marciniszyn Kacper Kozłowski (Finale) im Vorlauf außerdem: Rafał Wieruszewski Witold Bańka | 3:00,05    |
| 4     | Jamaika                 | Michael Blackwood Ricardo Chambers Leford Green Sanjay Ayre                                                                              | 3:00,76    |
| 5     | Russland                | Maxim Dyldin Wladislaw Frolow Konstantin Swetschkar Denis Alexejew                                                                       | 3:01,62    |
| 6     | Großbritannien          | Andrew Steele Robert Tobin Richard Buck Martyn Rooney                                                                                    | 3:02,94    |
| 7     | Dominikanische Republik | Félix Sánchez Yoel Tapia Carlos Santa Arismendy Peguero                                                                                  | 3,03,56    |
| 8     | Deutschland             | Ingo Schultz Simon Kirch Kamghe Gaba Bastian Swillims                                                                                    | 3:07,40    |

Finale: 2. September 2007, 20:50 Uhr

### 20 km Gehen

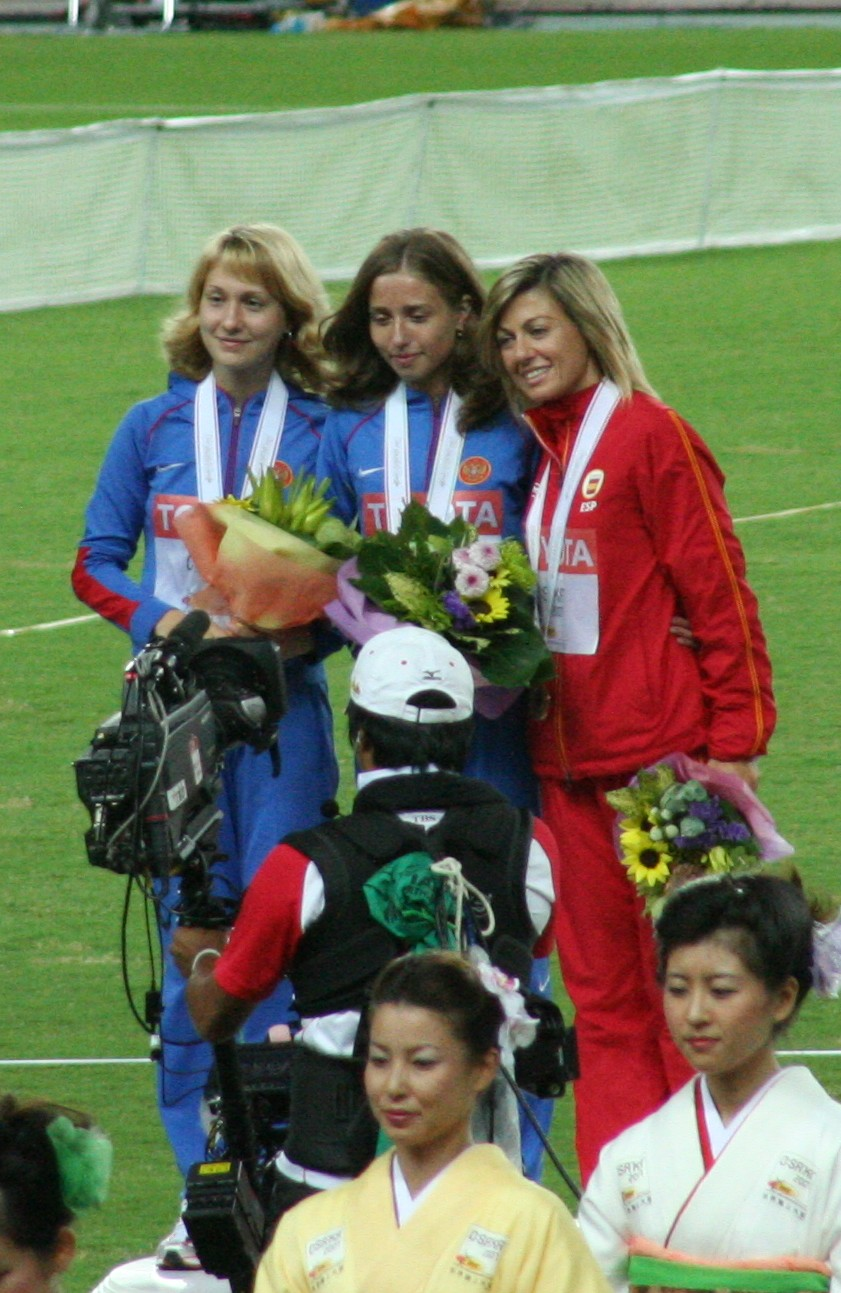
Drei glückliche Medaillengewinnerinnen über 20 km Gehen

| Platz | Athlet                     | Land | Zeit (h) |
| ----- | -------------------------- | ---- | -------- |
| 1     | Jefferson Pérez            | ECU  | 1:22:20  |
| 2     | Francisco Javier Fernández | ESP  | 1:22:40  |
| 3     | Hatem Ghoula               | TUN  | 1:22:40  |
| 4     | Eder Sánchez               | MEX  | 1:23:36  |
| 5     | Giorgio Rubino             | ITA  | 1:23:39  |
| 6     | Robert Heffernan           | IRL  | 1:23:42  |
| 7     | Luke Adams                 | AUS  | 1:23:52  |
| 8     | Erik Tysse                 | NOR  | 1:24:10  |

Datum: 26. August 2007, 8:00 Uhr
Dieser Wettbewerb litt trotz früher Startzeit unter großer Hitze und auch organisatorischen Unzulänglichkeiten – so gab es nach etwa einer Stunde keine nassen Schwämme zum Abkühlen mehr. Es kam zu mehreren Aufgaben und Zusammenbrüchen. Von 42 Teilnehmern erreichten 32 das Ziel. Auf der Strecke und im Stadion spielten sich dramatische Szenen ab: Mehrere Sportler mussten aufgrund der Dehydrierung herausgetragen werden, auch der Sieger brach unmittelbar nach dem Überqueren der Ziellinie mit einem Krampf zusammen.
Der einzige deutsche Teilnehmer André Höhne erlitt zweihundert Meter vor dem Ziel im Stadion an Position vier liegend einen schweren Zusammenbruch und musste ins Krankenhaus gebracht werden. Zuvor war er, anstatt ins Stadion einzulaufen, circa fünfzig Meter einem überrundeten Geher gefolgt, ohne dass er direkt auf seinen Fehler hingewiesen wurde. Wie üblich kam es zu zahlreichen Disqualifikationen aufgrund unsauberen Gehens: So wurde der aktuelle Olympiasieger Ivano Brugnetti bereits fünf Kilometer vor dem Ziel aus dem Rennen genommen. Spektakulär waren auch die Umstände rund um die Silbermedaille: Der zweitplatzierte Geher Francisco Javier Fernández, der seinen klar vor ihm liegenden tunesischen Gegner deutlich laufend erst kurz vor der Ziellinie überholte, wurde zunächst disqualifiziert, jedoch nach erfolgreichem Protest wieder auf Rang zwei gewertet.

### 50 km Gehen
| Platz | Athlet              | Land | Zeit (h) |
| ----- | ------------------- | ---- | -------- |
| 1     | Nathan Deakes       | AUS  | 3:43:53  |
| 2     | Yohann Diniz        | FRA  | 3:44:22  |
| 3     | Alex Schwazer       | ITA  | 3:44:38  |
| 4     | Denis Nischegorodow | RUS  | 3:46:57  |
| 5     | Erik Tysse          | NOR  | 3:51:52  |
| 6     | Mikel Odriozola     | ESP  | 3:55:19  |
| 7     | Sun Chao            | CHN  | 3:55:43  |
| 8     | Trond Nymark        | NOR  | 3:57:22  |

Datum: 1. September 2007, 7:00 Uhr
Der Chinese Yu Chaohong bestimmte die erste Hälfte des Wettbewerbs, nachdem er sich zusammen mit dem Spanier Santiago Pérez vom Feld abgesetzt hatte. Gegen Mitte des Rennens wurde Yu von einer Dreiergruppe mit Nathan Deakes, Wladimir Kanaikin und Yūki Yamazaki eingeholt. Yohann Diniz war bis dahin nicht weit hinter der Spitzengruppe sein eigenes Tempo gegangen. Als er schließlich aufschloss und sogar vorbeizog, ging Deakes mit, setzte sich kurz danach von Diniz ab und gewann diesen Wettbewerb.

### Hochsprung
| Platz | Athlet           | Land | Höhe (m) |
| ----- | ---------------- | ---- | -------- |
| 1     | Donald Thomas    | BAH  | 2,35 WL  |
| 2     | Jaroslaw Rybakow | RUS  | 2,35 WL  |
| 3     | Kyriakos Ioannou | CYP  | 2,35 WL  |
| 4     | Stefan Holm      | SWE  | 2,33     |
| 5     | Tomáš Janků      | CZE  | 2,30     |
| 5     | Víctor Moya      | CUB  | 2,30     |
| 7     | Eike Onnen       | GER  | 2,26     |
| 8     | Jaroslav Bába    | CZE  | 2,26     |

Finale: 29. August 2007, 19:35 Uhr

### Stabhochsprung

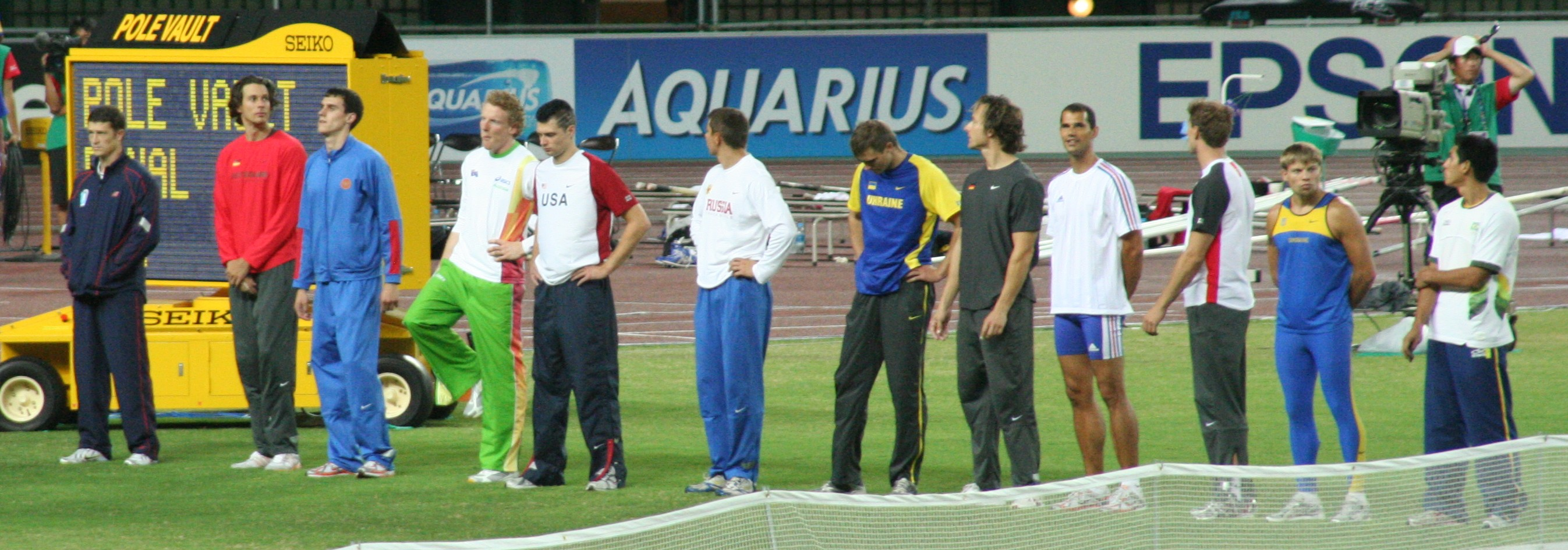
Aufstellung der Finalisten

| Platz | Athlet             | Land | Höhe (m) |
| ----- | ------------------ | ---- | -------- |
| 1     | Brad Walker        | USA  | 5,86     |
| 2     | Romain Mesnil      | FRA  | 5,86     |
| 3     | Danny Ecker        | GER  | 5,81     |
| 4     | Igor Pawlow        | RUS  | 5,81     |
| 5     | Björn Otto         | GER  | 5,81     |
| 6     | Jewgeni Lukjanenko | RUS  | 5,81     |
| 7     | Alexander Awerbuch | ISR  | 5,81     |
| 8     | Tim Lobinger       | GER  | 5,81     |

Finale: 1. September 2007, 19:30 Uhr

### Weitsprung
| Platz | Athlet                 | Land | Weite (m) |
| ----- | ---------------------- | ---- | --------- |
| 1     | Irving Saladino        | PAN  | 8,57 SR   |
| 2     | Andrew Howe            | ITA  | 8,47 NR   |
| 3     | Dwight Phillips        | USA  | 8,30      |
| 4     | Oleksij Lukaschewytsch | UKR  | 8,25      |
| 5     | Godfrey Khotso Mokoena | RSA  | 8,19      |
| 6     | James Beckford         | JAM  | 8,17      |
| 7     | Ndiss Kaba Badji       | SEN  | 8,01      |
| 8     | Ahmed Fayez Marzouk    | KSA  | 7,98      |

Finale: 30. August 2007, 20:40 Uhr

### Dreisprung

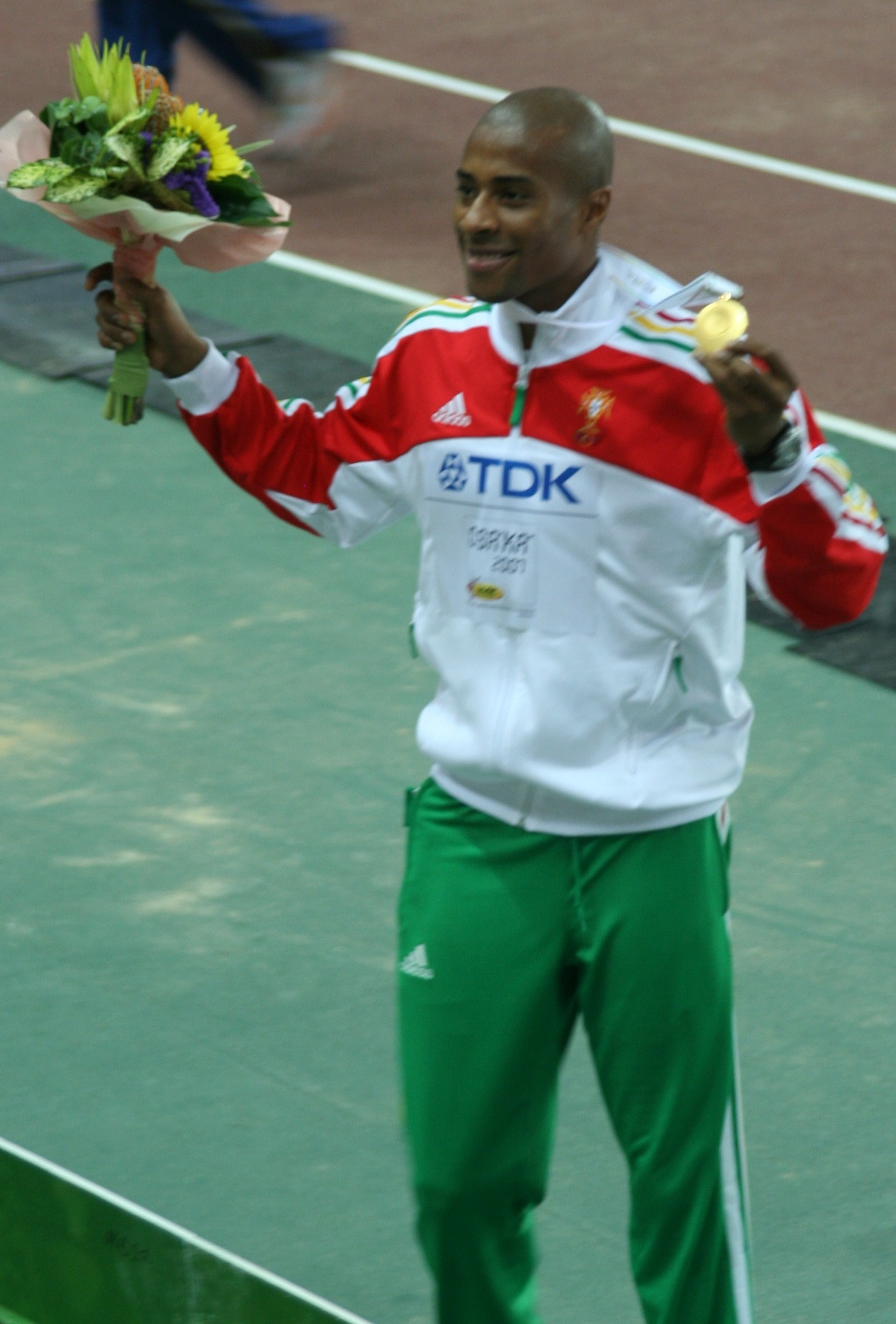
Weltmeister Nelson Évora feierte seinen ersten großen internationalen Erfolg

| Platz | Athlet             | Land | Weite (m) |
| ----- | ------------------ | ---- | --------- |
| 1     | Nelson Évora       | POR  | 17,74 NR  |
| 2     | Jadel Gregório     | BRA  | 17,59     |
| 3     | Walter Davis       | USA  | 17,33     |
| 4     | Osniel Tosca       | CUB  | 17,32     |
| 5     | Aarik Wilson       | USA  | 17,31     |
| 6     | Phillips Idowu     | GBR  | 17,09     |
| 7     | Arnie David Giralt | CUB  | 16,91     |
| 8     | Alexander Martínez | SUI  | 16,85     |

Finale: 27. August 2007, 20:30 Uhr

### Kugelstoßen
| Platz | Athlet            | Land | Weite (m) |
| ----- | ----------------- | ---- | --------- |
| 1     | Reese Hoffa       | USA  | 22,04     |
| 2     | Adam Nelson       | USA  | 21,61     |
| 3     | Rutger Smith      | NED  | 21,13     |
| 4     | Tomasz Majewski   | POL  | 20,87     |
| 5     | Miroslav Vodovnik | SLO  | 20,67     |
| 6     | Ralf Bartels      | GER  | 20,45     |
| 7     | Jury Bjalou       | BLR  | 20,34     |
| 8     | Dylan Armstrong   | USA  | 20,23     |

Finale: 25. August 2007, 20:40 Uhr
Doping:

Der Belarusse Andrej Michnewitsch, der mit 21,27 m auf den dritten Platz gekommen war, wurde wegen Dopingvergehens nachträglich disqualifiziert. Später wurde er als Mehrfachtäter vom 26. Dezember 2012 an lebenslang gesperrt.

### Diskuswurf
| Platz | Athlet                | Land | Weite (m) |
| ----- | --------------------- | ---- | --------- |
| 1     | Gerd Kanter           | EST  | 68,94     |
| 2     | Robert Harting        | GER  | 66,68     |
| 3     | Rutger Smith          | NED  | 66,42     |
| 4     | Virgilijus Alekna     | LTU  | 65,24     |
| 5     | Gábor Máté            | HUN  | 64,71     |
| 6     | Omar Ahmed el-Ghazaly | EGY  | 64,58     |
| 7     | Ehsan Hadadi          | IRI  | 64,53     |
| 8     | Aleksander Tammert    | EST  | 64,33     |

Finale: 28. August 2007, 19:30 Uhr

### Hammerwurf
| Platz | Athlet              | Land | Weite (m) |
| ----- | ------------------- | ---- | --------- |
| 1     | Iwan Zichan         | BLR  | 83,63 WL  |
| 2     | Primož Kozmus       | SLO  | 82,29     |
| 3     | Libor Charfreitag   | SVK  | 81,60     |
| 4     | Wadsim Dsewjatouski | BLR  | 81,57     |
| 5     | Krisztián Pars      | HUN  | 80,93     |
| 6     | Kōji Murofushi      | JPN  | 80,46     |
| 7     | Szymon Ziółkowski   | POL  | 80,09     |
| 8     | Markus Esser        | GER  | 79,66     |

Finale: 27. August 2007, 19:30 Uhr
Iwan Zichan, der Weltmeister von 2003, dem der 2005 zunächst erneut verliehene Weltmeistertitel wegen Dopings nachträglich aberkannt wurde und der auch 2006 gedopt war, lag im Finale lange Zeit außerhalb der Medaillenränge. Mit seinem sechsten und gleichzeitig letzten Versuch sicherte er sich die Goldmedaille und verwies seinen Konkurrenten Primož Kozmus auf den zweiten Rang. Nicht weniger umkämpft war der dritte Platz: Libor Charfreitag gewann Bronze, nachdem er mit seinem sechsten Wurf die Weite des Vizeweltmeisters von 2005 Wadsim Dsewjatouski knapp übertroffen hatte.

### Speerwurf

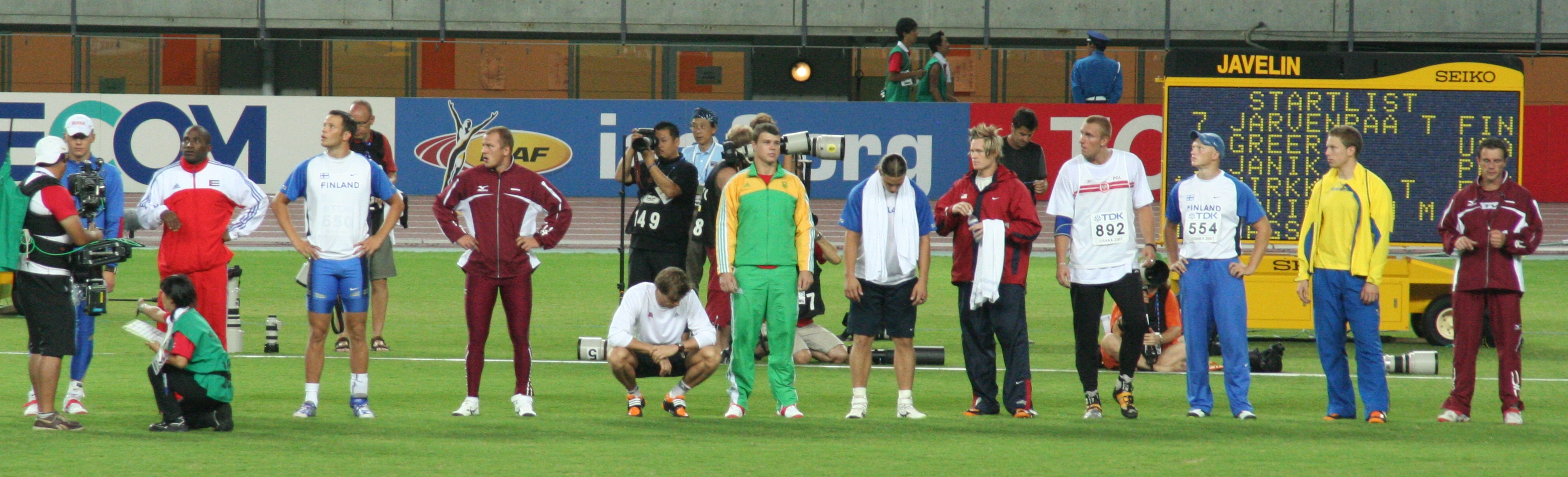
Die Teilnehmer dieses hochklassigen Speerwurfwettbewerbs

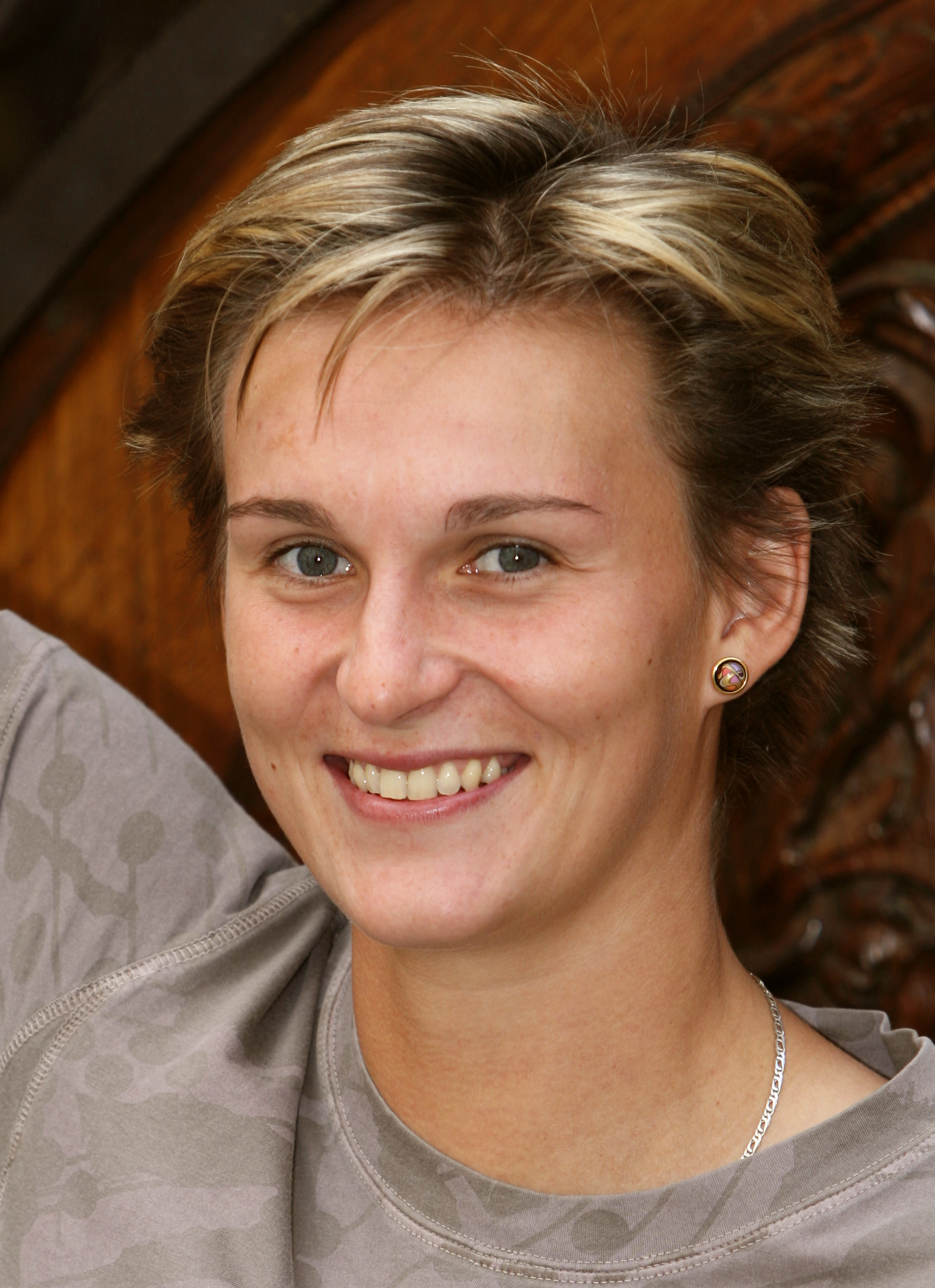
Barbora Špotáková – Weltmeisterin mit Landesrekord

| Platz | Athlet                 | Land | Weite (m) |
| ----- | ---------------------- | ---- | --------- |
| 1     | Tero Pitkämäki         | FIN  | 90,33     |
| 2     | Andreas Thorkildsen    | NOR  | 88,61     |
| 3     | Breaux Greer           | USA  | 86,21     |
| 4     | Vadims Vasiļevskis     | LAT  | 85,19     |
| 5     | Alexander Iwanow       | RUS  | 85,18     |
| 6     | John Robert Oosthuizen | RSA  | 84,52     |
| 7     | Igor Janik             | POL  | 83,38     |
| 8     | Tero Järvenpää         | FIN  | 82,10     |

Finale: 2. September 2007, 19:15 Uhr

### Zehnkampf
| Platz | Athlet          | Land | Punkte  |
| ----- | --------------- | ---- | ------- |
| 1     | Roman Šebrle    | CZE  | 8676    |
| 2     | Maurice Smith   | JAM  | 8644 NR |
| 3     | Dmitri Karpow   | KAZ  | 8586    |
| 4     | Alexei Drosdow  | RUS  | 8475    |
| 5     | André Niklaus   | GER  | 8371    |
| 6     | Alexei Syssojew | RUS  | 8357    |
| 7     | Romain Barras   | FRA  | 8262    |
| 8     | Yordani García  | CUB  | 8257 NR |

Datum: 31. August und 1. September 2007

## Resultate Frauen

### 100 m
| Platz | Athletin          | Land | Zeit (s) |
| ----- | ----------------- | ---- | -------- |
| 1     | Veronica Campbell | JAM  | 11,01    |
| 2     | Lauryn Williams   | USA  | 11,01    |
| 3     | Carmelita Jeter   | USA  | 11,02    |
| 4     | Torri Edwards     | USA  | 11,05    |
| 5     | Kim Gevaert       | BEL  | 11,05    |
| 6     | Christine Arron   | FRA  | 11,08    |
| 7     | Kerron Stewart    | JAM  | 11,12    |
| 8     | Oludamola Osayomi | NGR  | 11,26    |

Finale: 27. August 2007, 22:20 Uhr
Wind: −0,2 m/s
Der Zieleinlauf war denkbar knapp: Gleich drei Läuferinnen lagen nahezu gleichauf. Nach dem Rennen dauerte es mehrere Minuten, bis die genaue Platzierung der Läuferinnen feststand. Zunächst wurde Lauryn Williams, dann Torri Edwards und schließlich nach detaillierter Auswertung des Zielfotos Veronica Campbell zur Siegerin erklärt. Für sie war es der erste Weltmeistertitel nach zwei olympischen Goldmedaillen im Jahr Athen 2004 über 200 Meter sowie als Mitglied der jamaikanischen 4-mal-100-Meter-Staffel.

### 200 m
| Platz | Athletin              | Land | Zeit (s) |
| ----- | --------------------- | ---- | -------- |
| 1     | Allyson Felix         | USA  | 21,81 WL |
| 2     | Veronica Campbell     | JAM  | 22,34    |
| 3     | Susanthika Jayasinghe | SRI  | 22,63    |
| 4     | Torri Edwards         | USA  | 22,65    |
| 5     | Sanya Richards        | USA  | 22,70    |
| 6     | Aleen Bailey          | JAM  | 22,72    |
| 7     | LaShauntea Moore      | USA  | 22,97    |
| 8     | Cydonie Mothersille   | CAY  | 23,08    |

Finale: 31. August 2007, 21:15 Uhr
Wind: +1,7 m/s

### 400 m
| Platz | Athletin           | Land | Zeit (s) |
| ----- | ------------------ | ---- | -------- |
| 1     | Christine Ohuruogu | GBR  | 49,61    |
| 2     | Nicola Sanders     | GBR  | 49,65    |
| 3     | Novlene Williams   | JAM  | 49,66    |
| 4     | Ana Guevara        | MEX  | 50,16    |
| 5     | DeeDee Trotter     | USA  | 50,17    |
| 6     | Natalja Antjuch    | RUS  | 50,33    |
| 7     | Ilona Ussowitsch   | BLR  | 50,54    |
| 8     | Mary Wineberg      | USA  | 50,96    |

Finale: 29. August 2007, 21:50 Uhr

### 800 m
| Platz | Athletin                  | Land | Zeit (min) |
| ----- | ------------------------- | ---- | ---------- |
| 1     | Janeth Jepkosgei Busienei | KEN  | 1:56,04 WL |
| 2     | Hasna Benhassi            | MAR  | 1:56,99    |
| 3     | Mayte Martínez            | ESP  | 1:57,62    |
| 4     | Olga Kotljarowa           | RUS  | 1:58,22    |
| 5     | Brigita Langerholc        | SLO  | 1:58,52    |
| 6     | Swjatlana Ussowitsch      | BLR  | 1:58,92    |
| 7     | Swetlana Kljuka           | RUS  | 2:00,90    |
| DNF   | Maria de Lurdes Mutola    | MOZ  |            |

Finale: 28. August 2007, 21:20 Uhr
Die Kenianerin Janeth Jepkosgei Busienei führte von Anfang an mit einer Durchgangszeit von 56,16 Sekunden bei Rennhälfte. Auf der zweiten Runde versuchte vor allem Maria Mutola, die Lücke gering zu halten, wurde aber in der Zielkurve von Hasna Benhassi angegriffen. Mutola stürzte entkräftet auf der Zielgeraden. Mayte Martínez und Benhassi waren in der ersten Runde das Tempo nicht mitgegangen und überspurteten auf den letzten zweihundert Metern das gesamte Feld. Nur die führende Kenianerin, die einem ungefährdeten Start-Ziel-Sieg entgegenlief, war nicht mehr zu erreichen.
Doping:

Die im Vorlauf ausgeschiedene Russin Swetlana Tscherkassowa wurde kurz vor den Olympischen Spielen 2008 nach der Auswertung von Nachtests mit positiven Resultaten zusammen mit sechs weiteren russischen Sportlern für zwei Jahre gesperrt. Ihr Resultat bei diesen Weltmeisterschaften wurde annulliert.

### 1500 m
| Platz | Athletin               | Land | Zeit (min) |
| ----- | ---------------------- | ---- | ---------- |
| 1     | Maryam Yusuf Jamal     | BRN  | 3:58,75    |
| 2     | Iryna Lischtschynska   | UKR  | 4:00,69    |
| 3     | Daniela Jordanowa      | BUL  | 4:00,82    |
| 4     | Mariem Alaoui Selsouli | MAR  | 4:01,52    |
| 5     | Viola Jelagat Kibiwot  | KEN  | 4:02,10    |
| 6     | Agnes Samaria          | NAM  | 4:07,61 NR |
| 7     | Natalja Pantelejewa    | RUS  | 4:07,82    |
| 8     | Lidia Chojecka         | POL  | 4:08,64    |

Finale: 2. September 2007, 20:10 Uhr
Es gab zwei Dopingfälle in diesem Wettbewerb;

Die Russinnen Jelena Sobolewa (ursprünglich auf Platz zwei in 3:58,99 min) und Julija Fomenko (ursprünglich auf Platz sieben in 4:02,46 min) wurden kurz vor den Olympischen Spielen 2008 nach der Auswertung von Nachtests mit positiven Resultaten zusammen mit fünf weiteren russischen Sportlern für zwei Jahre gesperrt. Ihre Resultate bei diesen Weltmeisterschaften wurden annulliert.

### 5000 m
| Platz | Athletin                  | Land | Zeit (min) |
| ----- | ------------------------- | ---- | ---------- |
| 1     | Meseret Defar             | ETH  | 14:57,91   |
| 2     | Vivian Cheruiyot          | KEN  | 14:58,50   |
| 3     | Priscah Jepleting Cherono | KEN  | 14:59,21   |
| 4     | Sylvia Jebiwott Kibet     | KEN  | 14:59,26   |
| 5     | Meselech Melkamu          | ETH  | 15:01,42   |
| 6     | Jennifer Rhines           | USA  | 15:03,09   |
| 7     | Shalane Flanagan          | USA  | 15:03,86   |
| 8     | Joanne Pavey              | GBR  | 15:04,77   |

Finale: 1. September 2007, 20:30 Uhr
Doping:

Die zunächst fünftplatzierte Türkin Elvan Abeylegesse wurde nachträglich des Dopings überführt und für zwei Jahre gesperrt. Ihre Resultate dieser Weltmeisterschaften – außer ihrem fünften Platz hier über 5000 Meter noch Silber über 10.000 Meter – wurden annulliert. Außerdem erhielt die Läuferin eine Sperre von zwei Jahren.

### 10.000 m
| Platz | Athletin            | Land | Zeit (min) |
| ----- | ------------------- | ---- | ---------- |
| 1     | Tirunesh Dibaba     | ETH  | 31:55,41   |
| 2     | Kara Goucher        | USA  | 32:02,05   |
| 3     | Joanne Pavey        | GBR  | 32:03,81   |
| 4     | Kimberley Smith     | NZL  | 32:06,89   |
| 5     | Deena Kastor        | USA  | 32:24,58   |
| 6     | Ejegayehu Dibaba    | ETH  | 32:30,44   |
| 7     | Philes Moora Ongori | KEN  | 32:30,74   |
| 8     | Emily Chebet Muge   | KEN  | 32:31,21   |

Datum: 25. August 2007, 21:50 Uhr
Dieser Wettbewerb lief nicht wie erwartet: Zwar kam Tirunesh Dibaba zu einem Favoritensieg, der von den Äthiopierinnen angestrebte Dreifacherfolg blieb jedoch aus. Dibabas ältere Schwester Ejegayehu stürzte und verlor deshalb einige Plätze, ihre Landsfrau Mestawet Tufa stieg mit Kreislaufproblemen aus.
Doping:

In diesem Rennen hatte die Türkin Elvan Abeylegesse zunächst die Silbermedaille erobert, die ihr allerdings ebenso wie ihr fünfter Platz über 5000 Meter aberkannt wurde, nachdem sie nachträglich des Dopings überführt und für zwei Jahre gesperrt wurde.

### Marathon
| Platz | Athletin             | Land | Zeit (h) |
| ----- | -------------------- | ---- | -------- |
| 1     | Catherine Ndereba    | KEN  | 2:30:37  |
| 2     | Zhou Chunxiu         | CHN  | 2:30:45  |
| 3     | Reiko Tosa           | JPN  | 2:30:55  |
| 4     | Zhu Xiaolin          | CHN  | 2:31:21  |
| 5     | Lidia Șimon          | ROM  | 2:31:26  |
| 6     | Kiyoko Shimahara     | JPN  | 2:31:40  |
| 7     | Rita Jeptoo Sitienei | KEN  | 2:32:03  |
| 8     | Edith Masai          | KEN  | 2:32:22  |

Datum: 2. September 2007

7:00 Uhr
Ebenso wie der Wettbewerb der Männer fand auch der der Frauen unter extremen Witterungsbedingungen statt. Bei Temperaturen um die 30 °C dauerte es lange, bis Vorentscheidungen fielen. Nach zwanzig Kilometern lagen noch 28 Läuferinnen gleichauf an der Spitze. Erst bei Kilometer 35 hatten sich jene acht Teilnehmerinnen abgesetzt, die auch am Schluss vorne lagen. Die Entscheidung um die Medaillenränge fiel dann auf den letzten zwei Kilometern, als sich Catherine Ndereba absetzte und einen knappen Vorsprung bis ins Ziel verteidigte. Reiko Tosa konnte von den Zuschauern angefeuert einen Kilometer vor dem Ziel die bis dahin auf Platz drei liegende Zhu Xiaolin noch abfangen und sich bis ins Ziel fast an die zweitplatzierte Zhou Chunxiu heranarbeiten.
Die Deutsche Melanie Kraus hatte sich das Rennen gut eingeteilt. Bei Kilometer 25 noch auf Platz 35 liegend belegte sie am Ende Rang zwanzig. Mehr Probleme hatte die zweite deutsche Läuferin Susanne Hahn, die als 43. einlief. Die Liechtensteinerin Kerstin Metzler-Mennenga, die sich, wie nachträglich bekannt wurde, durch einen Sportbetrug qualifiziert hatte, kam auf den 53. Platz. Von 66 gestarteten Läuferinnen erreichten 57 das Ziel.

#### Marathon-Cup
| Platz | Land                | Athletinnen                                           | Zeit (h) |
| ----- | ------------------- | ----------------------------------------------------- | -------- |
| 1     | Kenia               | Catherine Ndereba Rita Jeptoo Sitienei Edith Masai    | 7:35:02  |
| 2     | Volksrepublik China | Zhou Chunxiu Zhu Xiaolin Zhang Shujing                | 7:35:52  |
| 3     | Japan               | Reiko Tosa Kiyoko Shimahara Mari Ozaki                | 7:37:39  |
| 4     | Russland            | Ljubow Morgunowa Gulnara Wygowskaja Nailja Julamanowa | 7:50:34  |
| 5     | Italien             | Anna Incerti Deborah Toniolo Lucilla Andreucci        | 8:12:41  |
| 6     | USA                 | Ann Alyanak Zoila Gómez Dana Coons                    | 8:13:24  |
| 7     | Äthiopien           | Askale Tafa Zekiros Adanech Robe Tola                 | 8:58:46  |

Datum: 2. September 2007, 7:00 Uhr
Im Marathonlauf gab es zusätzlich auch eine Teamwertung. Es waren fünf Läuferinnen je Nation zugelassen, für die Wertung wurden die Zeiten der jeweils besten drei addiert. Der Wettbewerb zählte allerdings nicht zum offiziellen Medaillenspiegel.

### 100 m Hürden
| Platz | Athletin               | Land | Zeit (s) |
| ----- | ---------------------- | ---- | -------- |
| 1     | Michelle Perry         | USA  | 12,46    |
| 2     | Perdita Felicien       | CAN  | 12,49    |
| 3     | Delloreen Ennis-London | JAM  | 12,50    |
| 4     | Susanna Kallur         | SWE  | 12,51    |
| 5     | Ginnie Powell          | USA  | 12,55    |
| 6     | LoLo Jones             | USA  | 12,62    |
| 7     | Vonette Dixon          | JAM  | 12,64    |
| 8     | Angela Whyte           | CAN  | 12,66    |

Finale: 29. August 2007, 21:05 Uhr
Wind: −0,1 m/s
Noch nie lagen bei Weltmeisterschaften im Hürdensprint nur zwei Zehntelsekunden zwischen der ersten und der achten Läuferin. Es gewann die US-amerikanische Weltmeisterin von 2005 Michelle Perry vor der kanadischen Weltmeisterin von 2003 Perdita Felicien. Die Medaillengewinnerinnen trennten jeweils wenige Hundertstelsekunden voneinander. Der amtierenden Europameisterin Susanna Kallur aus Schweden reichte nicht einmal eine persönliche Bestzeit zum Gewinn der Bronzemedaille, auch ihr fehlte dazu eine Hundertstelsekunde.

### 400 m Hürden

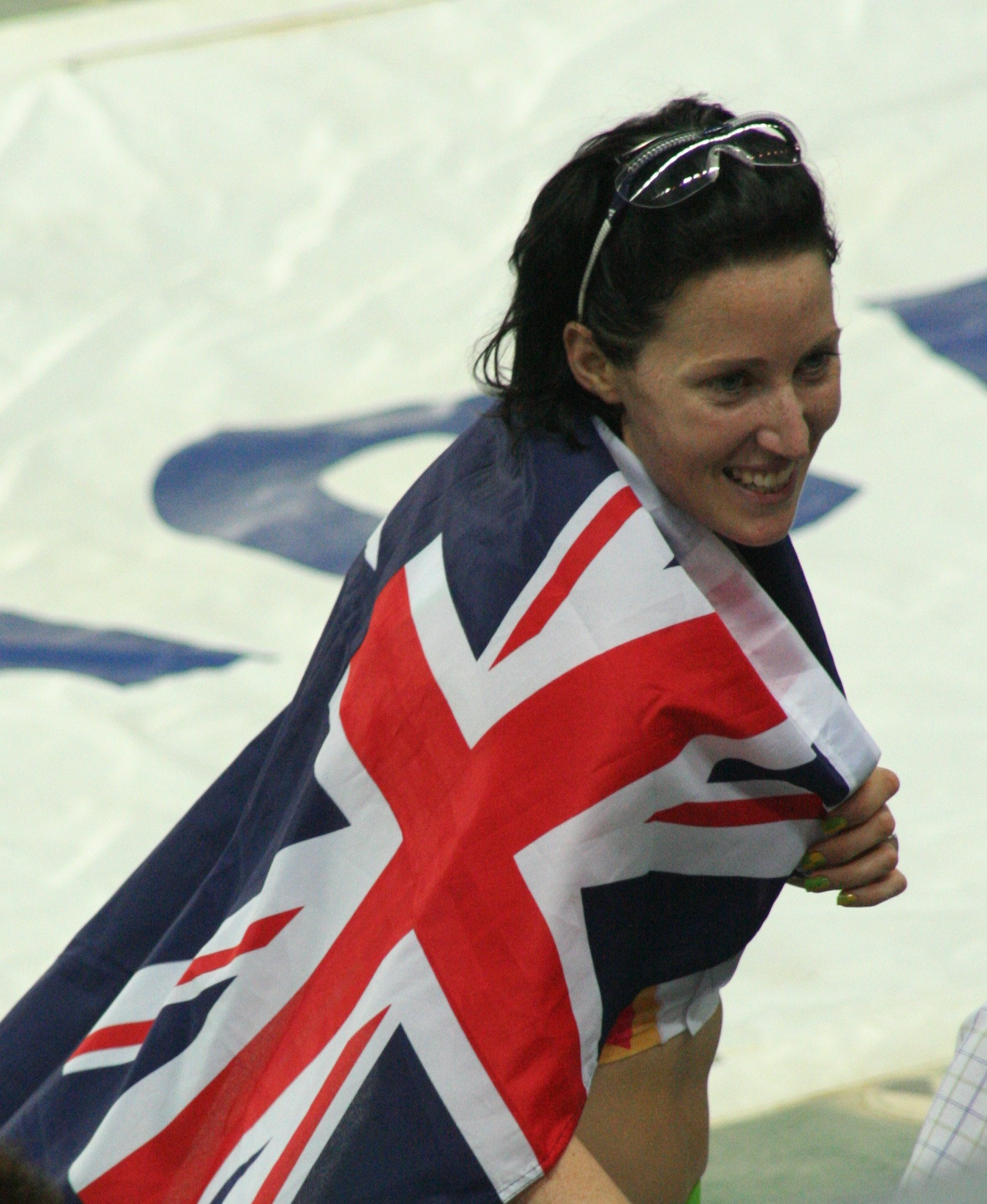
Eine jubelnde Weltmeisterin Jana Pittmann

| Platz | Athletin            | Land | Zeit (s) |
| ----- | ------------------- | ---- | -------- |
| 1     | Jana Pittman        | AUS  | 53,31    |
| 2     | Julija Petschonkina | RUS  | 53,50    |
| 3     | Anna Jesień         | POL  | 53,92    |
| 4     | Nickiesha Wilson    | JAM  | 54,10    |
| 5     | Huang Xiaoxiao      | CHN  | 54,15    |
| 6     | Jewgenija Issakowa  | RUS  | 54,50    |
| 7     | Tiffany Williams    | USA  | 54,63    |
| 8     | Tasha Danvers-Smith | GBR  | 54,94    |

Finale: 30. August 2007, 20:25 Uhr

### 3000 m Hindernis
| Platz | Athletin                | Land | Zeit (min) |
| ----- | ----------------------- | ---- | ---------- |
| 1     | Jekaterina Wolkowa      | RUS  | 9:06,57 CR |
| 2     | Tatjana Petrowa         | RUS  | 9:09,19    |
| 3     | Eunice Jepkorir Kertich | KEN  | 9:20,09    |
| 4     | Ruth Bisibori Nyangau   | KEN  | 9:25,25    |
| 5     | Sophie Duarte           | FRA  | 9:27,51 NR |
| 6     | Cristina Casandra       | ROM  | 9:29,63    |
| 7     | Gulnara Galkina         | RUS  | 9:30,24    |
| 8     | Rosa Morató             | ESP  | 9:36,84    |

Finale: 27. August 2007, 20:20 Uhr

### 4 × 100 m Staffel
| Platz | Land           | Athletinnen | Zeit (s) |
| ----- | -------------- | --- | -------- |
| 1     | USA            | Lauryn Williams Allyson Felix (Finale) Mikele Barber Torri Edwards (Finale) im Vorlauf außerdem: Carmelita Jeter Mechelle Lewis | 41,98 WL |
| 2     | Jamaika        | Sheri-Ann Brooks Kerron Stewart Simone Facey Veronica Campbell (Finale) im Vorlauf außerdem: Shelly-Ann Fraser                  | 42,01    |
| 3     | Belgien        | Olivia Borlée Hanna Mariën Elodie Ouédraogo Kim Gevaert                                                                         | 42,75 NR |
| 4     | Großbritannien | Laura Turner Montell Douglas Emily Freeman Joice Maduaka                                                                        | 42,87    |
| 5     | Russland       | Jekaterina Grigorjewa (Finale) Natalja Russakowa Julija Guschtschina Jewgenija Poljakowa im Vorlauf außerdem: Irina Chabarowa   | 42,97    |
| 6     | Belarus        | Nastassja Schuljak Natallja Safronnikawa Alena Neumjarschyzkaja Aksana Drahun                                                   | 43,37    |
| 7     | Deutschland    | Katja Wakan Cathleen Tschirch Johanna Kedzierski Verena Sailer                                                                  | 43,51    |
| 8     | Polen          | Marta Jeschke Daria Korczyńska Dorota Jędrusińska Ewelina Klocek                                                                | 43,57    |

Finale: 1. September 2007, 22:05 Uhr
Es kam zum erwarteten Sieg der favorisierten US-Staffel. Auf der Ziellinie wurde es zwar nochmal eng, da Jamaika mit Veronica Campell stark aufkam und die US-Amerikanerin Torri Edwards die letzten Meter nur auslief, aber es reichte am Ende. Die deutsche Staffel blieb mit guten Wechseln innerhalb ihrer Möglichkeiten, nachdem sie aufgrund eines angeblichen Wechselfehlers im Vorlauf zeitweilig als disqualifiziert galt, dann aber doch im Finale starten durfte.

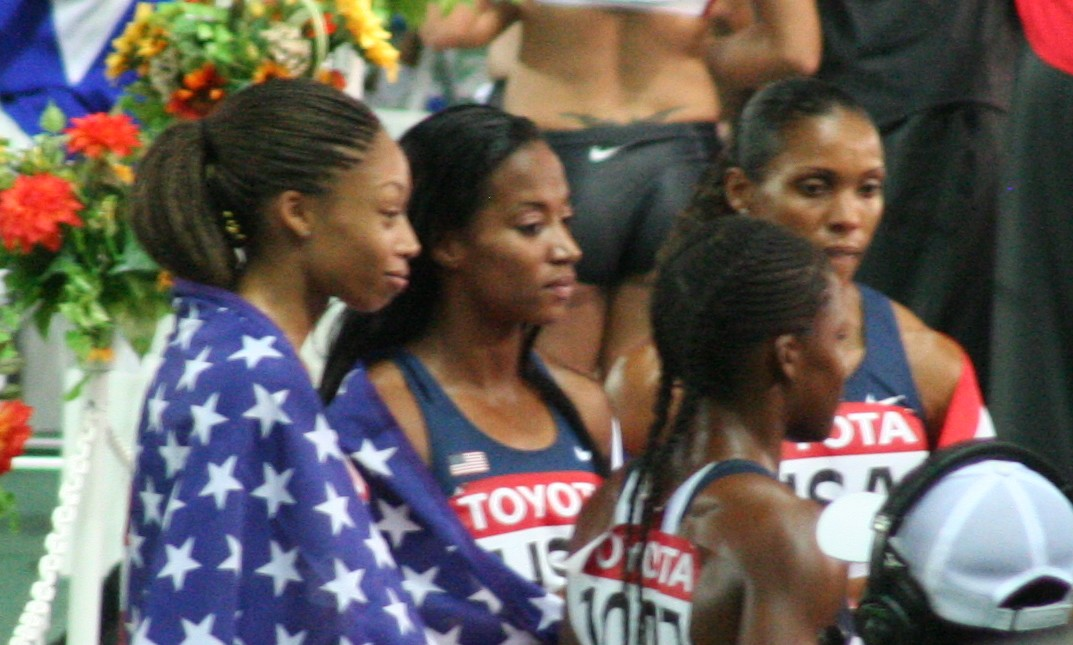
Die siegreichen Läuferinnen der US-amerikanischen Staffel

### 4 × 400 m Staffel
| Platz | Land           | Athletinnen | Zeit (min) |
| ----- | -------------- | --- | ---------- |
| 1     | USA            | DeeDee Trotter Allyson Felix (Finale) Mary Wineberg Sanya Richards (Finale) im Vorlauf außerdem: Monique Hennagan Natasha Hastings            | 3:18,55 WL |
| 2     | Jamaika        | Shericka Williams Shereefa Lloyd Davita Prendergast Novlene Williams (Finale) im Vorlauf außerdem: Anastasia Le-Roy                           | 3:19,73 NR |
| 3     | Großbritannien | Christine Ohuruogu (Finale) Marilyn Okoro Lee McConnell Nicola Sanders im Vorlauf außerdem: Donna Fraser                                      | 3:20,04 NR |
| 4     | Russland       | Ljudmila Litwinowa Natalja Nasarowa Tatjana Weschkurowa (Finale) Natalja Antjuch (Finale) im Vorlauf außerdem: Jelena Migunowa Tatjana Lewina | 3:20,25    |
| 5     | Belarus        | Juljana Juschtschanka Iryna Chljustawa Ilona Ussowitsch (Finale) Swjatlana Ussowitsch im Vorlauf außerdem: Hanna Kosak                        | 3:21,88 NR |
| 6     | Polen          | Zuzanna Radecka Grażyna Prokopek Ewelina Sętowska-Drick (Finale) Anna Jesień im Vorlauf außerdem: Agnieszka Karpiesiuk                        | 3:26,49    |
| 7     | Kuba           | Aymée Martínez Daimí Pernía Zulia Calatayud Indira Terrero                                                                                    | 3:27,05    |
| 8     | Mexiko         | Zudikey Rodriguez Gabriela Medina Nallely Vela Ana Guevara                                                                                    | 3:29,14    |

Finale: 2. September 2007, 20:30 Uhr

### 20 km Gehen
- Drei glückliche Medaillengewinnerinnen
über 20 km Gehen

| Platz | Athletin            | Land | Zeit (h) |
| ----- | ------------------- | ---- | -------- |
| 1     | Olga Kaniskina      | RUS  | 1:30:09  |
| 2     | Tatjana Schemjakina | RUS  | 1:30:42  |
| 3     | María Vasco         | ESP  | 1:30:47  |
| 4     | Kjersti Plätzer     | NOR  | 1:31:24  |
| 5     | Susana Feitor       | POR  | 1:32:01  |
| 6     | Claudia Ștef        | ROM  | 1:32:47  |
| 7     | Inês Henriques      | POR  | 1:33:06  |
| 8     | Sabine Zimmer       | GER  | 1:33:32  |

Datum: 31. August 2007, 8:00 Uhr

### Hochsprung
| Platz | Athletin               | Land | Höhe (m) |
| ----- | ---------------------- | ---- | -------- |
| 1     | Blanka Vlašić          | CRO  | 2,05     |
| 2     | Antonietta Di Martino  | ITA  | 2,03 NR  |
| 2     | Anna Tschitscherowa    | RUS  | 2,03     |
| 4     | Jelena Slessarenko     | RUS  | 2,00     |
| 5     | Jekaterina Sawtschenko | RUS  | 2,00     |
| 6     | Ruth Beitia            | ESP  | 1,97     |
| 7     | Kajsa Bergqvist        | SWE  | 1,94     |
| 7     | Melanie Skotnik        | FRA  | 1,94     |
| 7     | Wita Palamar           | UKR  | 1,94     |
| 7     | Marina Aitowa          | KAZ  | 1,94     |
| 7     | Emma Green             | SWE  | 1,94     |

Finale: 2. September 2007, 19:00 Uhr

### Stabhochsprung
| Platz | Athletin              | Land | Höhe (m) |
| ----- | --------------------- | ---- | -------- |
| 1     | Jelena Issinbajewa    | RUS  | 4,80     |
| 2     | Kateřina Baďurová     | CZE  | 4,75 NR  |
| 3     | Swetlana Feofanowa    | RUS  | 4,75     |
| 4     | Monika Pyrek          | POL  | 4,75     |
| 5     | Vanessa Boslak        | FRA  | 4,70 NR  |
| 6     | Fabiana Murer         | BRA  | 4,65     |
| 6     | Julija Golubtschikowa | RUS  | 4,65     |
| 8     | Anna Rogowska         | POL  | 4,60     |

Finale: 28. August 2007, 19:30 Uhr
Jelena Issinbajewa sprang mit ihrem ersten Versuch über 4,65 m, ihre zweite Höhe von 4,80 m überwand sie im zweiten Versuch und war damit Weltmeisterin. Dreimal versuchte sie sich dann an der Weltrekordmarke von 5,02 m, konnte diese Höhe aber nicht meistern.

### Weitsprung
| Platz | Athletin              | Land | Weite (m) |
| ----- | --------------------- | ---- | --------- |
| 1     | Tatjana Lebedewa      | RUS  | 7,03      |
| 2     | Ljudmila Koltschanowa | RUS  | 6,92      |
| 3     | Tatjana Kotowa        | RUS  | 6,90      |
| 4     | Naide Gomes           | POR  | 6,87      |
| 5     | Bianca Kappler        | GER  | 6,81      |
| 6     | Maurren Higa Maggi    | BRA  | 6,80      |
| 7     | Keila Costa           | BRA  | 6,69      |
| 8     | Brittney Reese        | USA  | 6,60      |

Finale: 28. August 2007, 20:50 Uhr
Tatjana Lebedewa sprang ihre Siegesweite im zweiten Versuch und wiederholte das Resultat mit ihrem dritten Sprung noch einmal. Naide Gomes lag bis zum letzten Versuch an zweiter Stelle, wurde dann aber von den beiden Russinnen Ljudmila Koltschanowa und Tatjana Kotowa übertroffen. Kotowa hatte bei den letzten drei Weltmeisterschaften jeweils Silber errungen und gewann nun Bronze.

### Dreisprung
| Platz | Athletin          | Land | Weite (m) |
| ----- | ----------------- | ---- | --------- |
| 1     | Yargelis Savigne  | CUB  | 15,28 WL  |
| 2     | Tatjana Lebedewa  | RUS  | 15,07     |
| 3     | Marija Šestak     | SLO  | 14,72     |
| 4     | Magdelín Martínez | ITA  | 14,71     |
| 5     | Olha Saladucha    | UKR  | 14,60     |
| 6     | Xie Limei         | CHN  | 14,50     |
| 7     | Keila Costa       | BRA  | 14,40     |
| 8     | Olessja Bufalowa  | RUS  | 14,39     |

Finale: 31. August 2007, 19:30 Uhr
Hier gab es gleich zwei Athletinnen, die nachträglich wegen positiver Dopingproben disqualifiziert wurden:

Der Griechin Chrysopigi Devetzi, die mit 15,04 m auf den dritten Platz gekommen war, wurden ihre Resultate vom 31. August, 2007 bis 30. August, 2009 aberkannt. Darüber hinaus hatte sie eine zweijährige Sperre hinzunehmen.

Die Russin Anna Pjatych, die mit 14,88 m zunächst Vierte war, erhielt aufgrund von Dopingmissbrauch im Jahr 2017 eine vierjährige Sperre, rückwirkend gültig ab dem 15. Dezember 2016. Unter anderem ihr bei diesen Weltmeisterschaften erzieltes Resultat wurde annulliert.

### Kugelstoßen
| Platz | Athletin        | Land | Weite (m) |
| ----- | --------------- | ---- | --------- |
| 1     | Valerie Vili    | NZL  | 20,54 WL  |
| 2     | Nadine Kleinert | GER  | 19,77     |
| 3     | Li Ling         | CHN  | 19,38     |
| 4     | Petra Lammert   | GER  | 19,33     |
| 5     | Li Meiju        | CHN  | 18,83     |
| 6     | Gong Lijiao     | CHN  | 18,66     |
| 7     | Chiara Rosa     | ITA  | 18,39     |
| 8     | Anna Omarowa    | RUS  | 18,20     |

Finale: 26. August 2007, 19:45 Uhr
Doping:

Die zunächst zweitplatzierte Belarussin Nadseja Astaptschuk wurde im Laufe der Jahre mehrfacher Dopingvergehen überführt. Zuletzt wurden alle ihre Resultate von 2005 bis 2012 annulliert.

### Diskuswurf
| Platz | Athletin          | Land | Weite (m) |
| ----- | ----------------- | ---- | --------- |
| 1     | Franka Dietzsch   | GER  | 66,61     |
| 2     | Yarelys Barrios   | CUB  | 63,90     |
| 3     | Nicoleta Grasu    | ROM  | 63,40     |
| 4     | Sun Taifeng       | CHN  | 63,22     |
| 5     | Olena Antonowa    | UKR  | 62,41     |
| 6     | Joanna Wiśniewska | POL  | 61,35     |
| 7     | Natalija Semenowa | UKR  | 61,17     |
| 8     | Ma Xuejun         | CHN  | 59,37     |

Finale: 29. August 2007, 19:45 Uhr
Franka Dietzsch gelang ihre Siegesweite gleich im ersten Wurf.
Doping:

Die Russin Darja Pischtschalnikowa, die mit 65,78 m auf den zweiten Platz gekommen war, wurde nachträglich disqualifiziert. Sie legte nach Bekanntwerden positiver Befunde in ihren Dopingproben ein umfassendes Geständnis ab und wurde nach Weiterleitung ihrer eigentlich vertraulichen Aussagen zum russischen Staatsdoping durch die WADA an die russische Anti-Doping-Agentur RUSADA in Russland als Verräterin gebrandmarkt und für zehn Jahre gesperrt.

### Hammerwurf
| Platz | Athletin           | Land | Weite (m) |
| ----- | ------------------ | ---- | --------- |
| 1     | Betty Heidler      | GER  | 74,76     |
| 2     | Yipsi Moreno       | CUB  | 74,74     |
| 3     | Zhang Wenxiu       | CHN  | 74,39     |
| 4     | Kamila Skolimowska | POL  | 73,25     |
| 5     | Jelena Konewzewa   | RUS  | 72,45     |
| 6     | Eileen O’Keeffe    | IRL  | 70,39     |
| 7     | Clarissa Claretti  | ITA  | 70,74     |
| 8     | Manuela Montebrun  | FRA  | 70,36     |

Finale: 30. August 2007, 19:30 Uhr
Betty Heidler übernahm im zweiten Durchgang die Führung. Wenxiu Zhang und Yipsi Moreno kamen zwar fast an Heidlers Weite heran, aber letztlich blieb die deutsche Werferin vorn. Moreno errang bereits ihre vierte Weltmeisterschaftsmedaille.
Doping:

Die zunächst zehntplatzierte Russin Gulfija Chanafejewa wurde kurz vor den Olympischen Spielen 2008 nach der Auswertung von Nachtests mit positiven Resultaten zusammen mit sechs weiteren russischen Athleten für zwei Jahre gesperrt. Ihr Resultat bei diesen Weltmeisterschaften wurde annulliert.

### Speerwurf
- Barbora Špotáková – Weltmeisterin
mit Landesrekord

| Platz | Athletin            | Land | Weite (m) |
| ----- | ------------------- | ---- | --------- |
| 1     | Barbora Špotáková   | CZE  | 67,07 NR  |
| 2     | Christina Obergföll | GER  | 66,46     |
| 3     | Steffi Nerius       | GER  | 64,42     |
| 4     | Nikola Brejchová    | CZE  | 63,73     |
| 5     | Savva Lika          | GRE  | 63,13     |
| 6     | Sonia Bisset        | CUB  | 61,74     |
| 7     | Marija Abakumowa    | RUS  | 61,43     |
| 8     | Linda Stahl         | GER  | 61,03     |

Finale: 31. August 2007, 20:40 Uhr

### Siebenkampf
| Platz | Athletin           | Land | Punkte     |
| ----- | ------------------ | ---- | ---------- |
| 1     | Carolina Klüft     | SWE  | 7032 ER/WL |
| 2     | Ljudmyla Blonska   | UKR  | 6832 NR    |
| 3     | Kelly Sotherton    | GBR  | 6510       |
| 4     | Jessica Ennis      | GBR  | 6469       |
| 5     | Lilli Schwarzkopf  | GER  | 6439       |
| 6     | Austra Skujytė     | LTU  | 6380       |
| 7     | Jennifer Oeser     | GER  | 6378       |
| 8     | Natalija Dobrynska | UKR  | 6327       |

Datum: 25. und 26. August 2007
Carolina Klüft errang zum dritten Mal in Folge den Weltmeistertitel, gewann ihren achtzehnten Wettkampf in Folge. Mit ihrer Punktzahl stellte sie gleichzeitig eine neue Weltjahresbestleistung und einen neuen Europarekord auf.

## Video
- 2007 IAAF Track & Field World Championships recap, youtube.com, abgerufen am 18. Oktober 2020

## Einzelbelege und Hinweise
1. ↑  President Diack proudly signs off Osaka 2007 (Memento des Originals vom 4. September 2007 im Internet Archive)  Info: Der Archivlink wurde automatisch eingesetzt und noch nicht geprüft. Bitte prüfe Original- und Archivlink gemäß Anleitung und entferne dann diesen Hinweis., iaaf.org, 2. September 2007, abgerufen am 18. Oktober 2020
2. ↑  Saubere Leichtathletik-WM? Kein Dopingfall in Osaka, n-tv.de, 2. September 2007, abgerufen am 18. Oktober 2020
3. 1 2  Dopingsünder Keita zwei Jahre gesperrt. In: Neue Zürcher Zeitung, 23. Oktober 2007, nzz.ch, abgerufen am 18. Oktober 2020
4. 1 2  Michnewitsch gesperrt, Focus Online, 19. November 2013, focus.de, abgerufen am 28. Oktober 2020
5. 1 2 3 4 5 6 7  Russische Leichtathleten zwei Jahre gesperrt. In: Der Tagesspiegel, 20. Oktober 2008, tagesspiegel.de, abgerufen am 11. November 2020
6. 1 2 3  Langstreckenläuferin Elvan Abeylegesse für zwei Jahre gesperrt. Olympiazweite wegen Dopings gesperrt. Sport1, 31. März 2016 auf sport1.de, abgerufen am 6. November 2020
7. 1 2  Greek triple jumper fails third drugs test as IOC sanctions 16 athletes over Beijing Games The 42, 17. November 2016 (englisch), abgerufen am 10. November 2020
8. 1 2  CAS sperrt russische Dreispringerin Pjatych Focus Online 18. August 2017, abgerufen am 10. November 2020
9. 1 2  Adams to get another world title, rnz.co, 29. November 2017, abgerufen am 11. November 2020
10. 1 2  Whistleblowerin. "Eine große charakterliche Schweinerei", deutschlandfunk.de, abgerufen am 11. November 2020
11. ↑  Revision of results following sanctions of Tsikhan and Ostapchuk, iaaf.org. Abgerufen am 25. Juni 2015
12. ↑  Doping-Betrüger Tsikhan holt Hammer-Silber. sport.de, 20. August 2016; abgerufen am 25. August 2016